# F/A–18 Hornet
Az F/A–18 Hornet (Lódarázs) egy negyedik generációs, többcélú, elsődlegesen harcászati elfogó-vadász és vadászbombázó feladatkörre kifejlesztett merevszárnyú repülőgéptípus, amely egyaránt képes repülőgép-hordozók fedélzetéről és szárazföldi repülőterekről is üzemelni.
Levegőben utántölthető, illetve – megfelelő konténerrel felszerelve – képes más repülőgépeket a levegőben utántölteni, a repülőgép-hordozó fedélzeti üzemnek megfelelően felhajtható szárnyrészekkel, fékhoroggal és erős futóművel rendelkezik, fedélzeti katapulttal indítható. Az 1970-es években Amerikában, az Amerikai Haditengerészet és a Tengerészgyalogság igényeinek megfelelően fejlesztette ki a Northrop Grumman és a McDonnell Douglas Aerospace konzorcium az YF–17 Cobra prototípusból. A típust az időközben elavult F–4 Phantom II, az A–4 Skyhawk, az A–7 Corsair II és az A–6 Intruder repülőgépek leváltására tervezték.
A gyártó vállalatokat később felvásároló Boeing az alapváltozat felhasználásával továbbfejlesztette a típust, ezáltal az elérte a negyedik plusz generációs besorolást, amely azt jelenti, hogy még hatékonyabban képes megfelelni a 21. század követelményeinek. A fejlesztés lehetővé tette, hogy több eltérő feladatkörű repülőgépet, mint az EA–6B Prowler, a KA–6D (Tanker) Intruder és az S–3B Viking típusokat is kiváltsák a Haditengerészet állományából, ezáltal egy egységes repülőgépflotta jöhet létre, ami nagyfokú logisztikai, üzembentartási, és hadrafoghatósági előnyöket biztosít az alkalmazóknak.
A típus sokoldalúságának köszönhetően képes a légifölény biztosítására, valamint a kísérővadász, a légvédelmet lefogó (SEAD), felderítő, előretolt légi megfigyelő (FAC), illetve közvetlen támogató (CAS) és csapásmérő bevetéseket is maradéktalanul képes teljesíteni nappal és éjszaka egyaránt, szinte bármilyen időjárási körülmények között.
Külön érdekesség, hogy mind a Super Hornet, mind pedig a Growler fejlesztéseit a meghatározott határidőkön belül sikerült végrehajtani, határidőtúllépés nem fordult elő.
A 2010-es évek közepétől az Amerikai Haditengerészet és a Tengerészgyalogság legrosszabb állapotban levő példányait – majd később az egész géptípust – fogják leváltani az ekkor hadrendbe álló F–35B és C Lightning II többcélú vadászrepülőgépek.

## Történet

### Fejlesztés

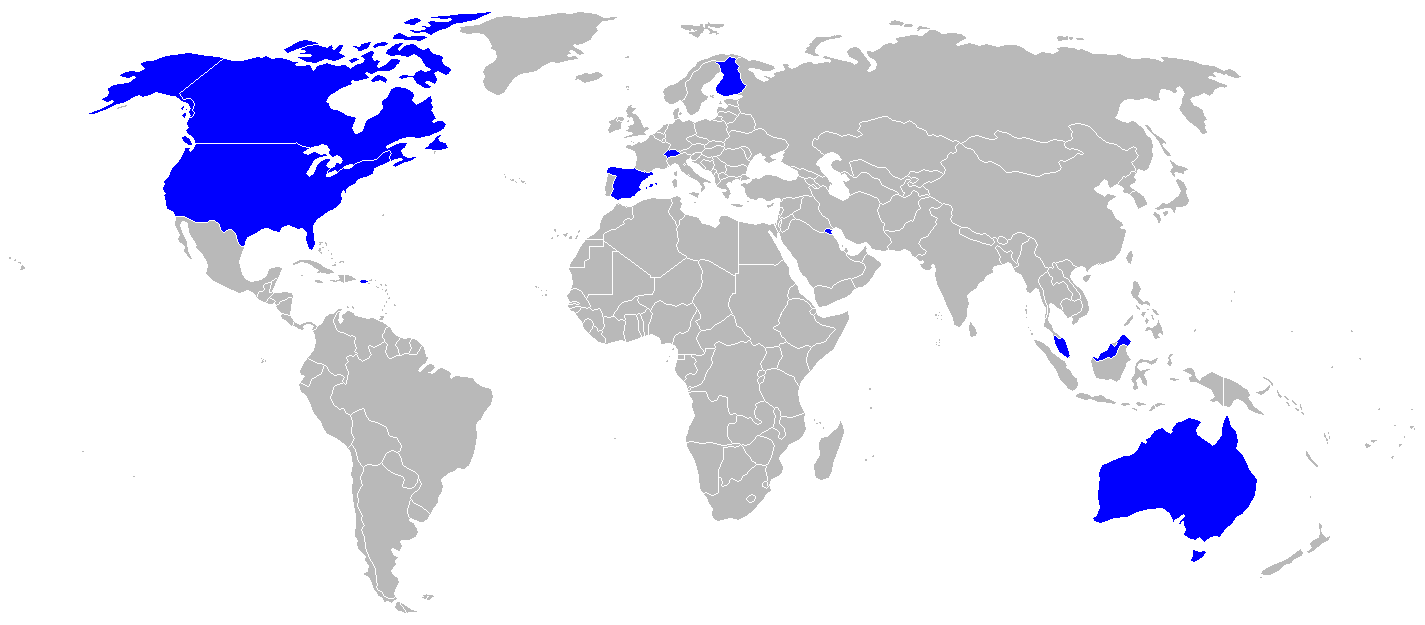
Napjaink Hornetet üzemeltető országai: USA, Kanada, Spanyolország, Svájc, Finnország, Malajzia, Kuvait és Ausztrália

Az F–18 kifejlesztésének eredete a Northrop F–5 Freedom Fighter könnyűvadász típusánál kezdődött. Ez a MiG–21 olcsó ellenfelének szánt repülőgép főleg a kevésbé fejlett, harmadik világbeli kapitalista országok számára készült, de több európai állam, például Norvégia és Svájc is sokáig alkalmazta az árához mérten rendkívül jó harcászati képességei, tartóssága és egyszerű üzemeltetése miatt.
Ezt az egyszerű üzemeltetést előtérbe helyező koncepciót próbálta meg továbbfejleszteni a Northrop. 1966 májusában kezdte el a P–530 Cobra néven futó programját, amely ötvözte a Northrop eddigi tapasztalatait: kis össztömeg, vékony szárnyprofil, két hajtómű, könnyű üzemeltethetőség. Az Amerikai Légierő „Vadász Maffiája” (Fighter Mafia) hitt a programban, látva az Vietnám egén igen jól szereplő MiG–17 meggyőző teljesítményét. Azonban mégsem tartottak rá igényt, inkább a későbbi nehéz, összetett és drága F–15 irányvonalát támogatták. Az 1960-as évek végén, még gyártva az F–5-öt, a jövőre gondolva a Northrop áttervezte a P–530-öt (pl. HOTAS-rendszerűvé alakították a kabinbelsőt), így jött létre a P–600, ismertebb nevén az YF–17 Cobra típusjelű prototípus. A „Vadász Maffia” javaslatára a Kongresszus 1971-ben engedélyt adott a „kis tömegű vadász” (Light Weight Fighter, LWF) technológiai demonstrációs programjára, amit később már „légiharc-vadász” (Air Combat Fighter, ACF) programnak neveztek. A Northrop nevezett pályázata bejutott a döntőbe a General Dynamics YF–16 típusjelű prototípusával együtt.
A két gyár 1972. április 13-án megrendelést kapott két-két repülőképes prototípus legyártására. Az F–5-ösénél nagyobb teljesítményű, de utánégető kamrák nélküli J101 típusú (későbbi nevén F101) egyáramú hajtóművekkel felszerelt és ikervezérsíkos kialakítású Cobra-koncepció még fedélzeti radart sem tartalmazott, hogy kiküszöböljék a bonyolult technológiákból származó kezdeti hibalehetőségeket. Az első szuperszonikus amerikai vadászrepülőgép-prototípus volt, amelyben nem volt utánégető. Az LWF/ACF program „az évszázad üzletének” számított, ugyanis az USAF megrendelésén kívül az európai NATO-tagállamok részéről is jelentős számú megrendelés érkezhetett az F–104-ek leváltására, továbbá a csendes-óceáni térség is érdeklődött. Az USAF-versengés végén azonban a Cobra mégis alulmaradt a fejlettebb YF–16-tal szemben.
A vietnámi háború befejezését követően mind a Légierő, mind a Haditengerészet repülőalakulatai levonták a következtetéseiket és új fejlesztési irányokat szabtak meg. Utóbbi, látván az F-X és az ACF programok hatásosságát, saját fejlesztési programot indított. Az új program neve „kísérleti hajófedélzeti vadász-csapásmérő” (Vessel Fighter-Attack, Experimental, VFAX) lett, mely célja, hogy leváltsa a flotta csapásmérő feladatkörű gépeinek java részét (A–4, A–7 és a megmaradt F–4-esek), illetve alternatívát nyújtson az F–14 költséges üzembentartásával szemben. Kent Lee altengernagy vezetésével a „haditengerészeti légi-rendszerek parancsnoksága” (Naval Air Systems Command, NAVAIR) megindította az eljárást, amelyet több magas rangú és beosztású tengerésztiszt is támogatott (köztük William D. Houser altengernagy, aki a haditengerészet legmagasabb rangú tengerész pilótája volt).
1973 augusztusában a Kongresszus engedélyezte egy alacsony költségvetésű F–14-alternatíva kifejlesztését. A Grumman az F–14X-el, a McDonnell Douglas (MDD) pedig a hordozófedélzeti üzemeltetésre alkalmassá tett F–15-tel nevezett, de mindkét pályamű közel olyan drága volt, mint maga a Tomcat. Még ez év nyarán az új Védelmi Miniszter, James Rodney Schlesinger utasította a Haditengerészetet, hogy értékelje ki a Légierő LWF-programjának két végső pályamunkáját. A Légierő koncepciójában akkor még nem szerepelt a földi csapásmérés lehetősége. Az elemzést lezárva a „fegyveres szolgálatok házának bizottsága” (House Armed Services Committee) 1974 májusában elkülönített a VFAX-ból 34 millió USD-t, amely egy új program költségalapját képezte. Az új program neve Haditengerészeti Légiharc-vadász (Navy Air Combat Fighter, NACF) lett, amelyben külön kikötötték, hogy az LWF-programban kifejlesztett technológiákat is alkalmazni kell.

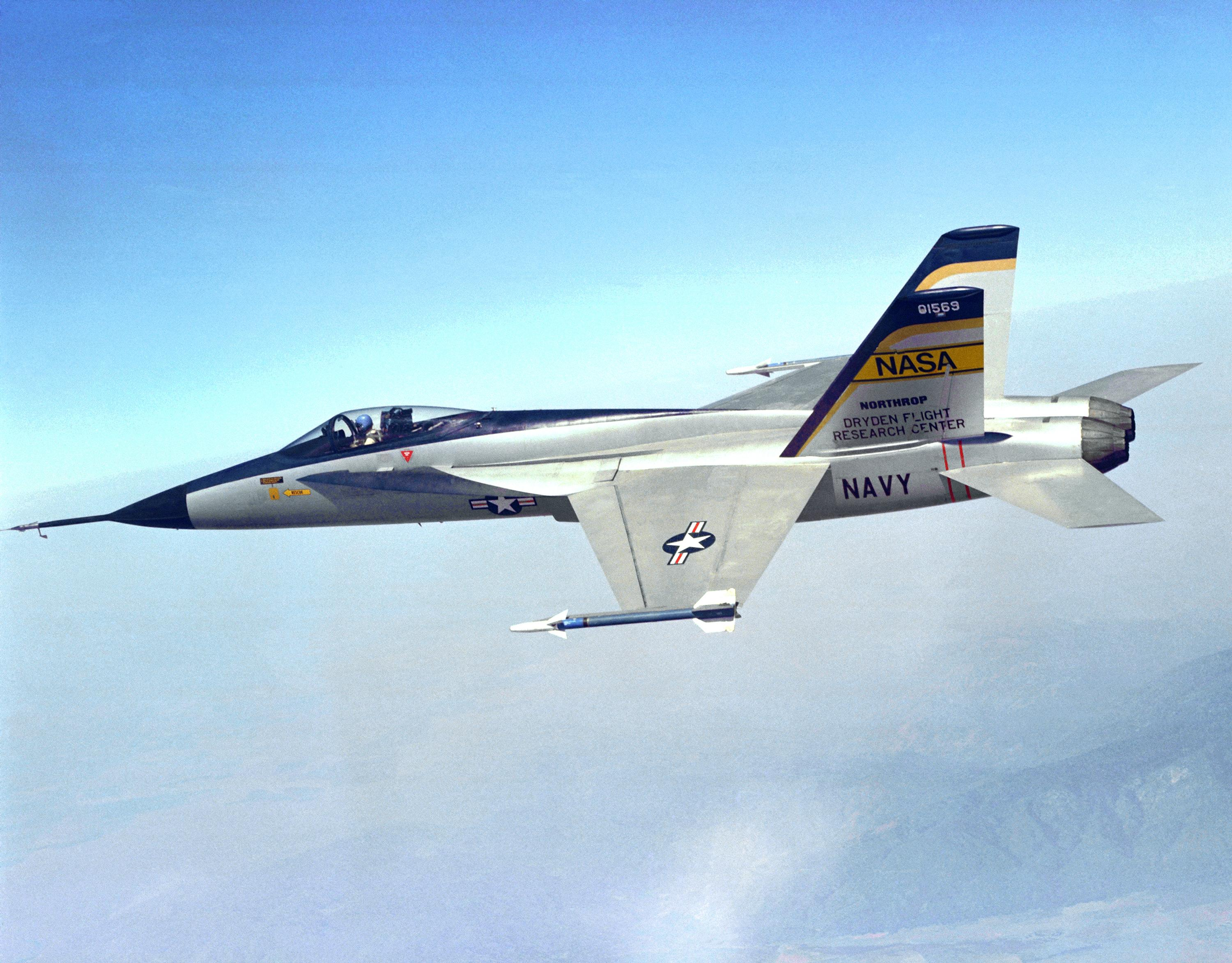
Az YF–17 Cobra a NASA Dryden Repüléskutató Központjának üzemeltetésében

Bár az YF–16 nyerte az LWF-tendert, a haditengerészeti elemzők kétségessé tették, hogy a típust gazdaságosan át lehetne alakítani biztonságos hordozófedélzeti üzemeltetéshez egy hajtóművével és viszonylag gyenge és keskeny nyomtávolságú futóművével. Utóbbi nagyban hasonlított a Vought F–8-asán és A–7-esén nem éppen sikeresen alkalmazott elrendezésekhez, ezért visszautasították a felkínált YF–16-ot. A második helyen végzett Northrop-gép viszont felkeltette a flotta érdeklődését, hiszen minden igényüket kielégíteni látszott, két hajtóműves kialakítása miatt biztonságosabbnak tartották a nyílt tengerek feletti hosszú repülésekhez. További jó pont volt a prototípusra nézve, hogy az LWF/ACF program idején több haditengerészeti pilóta is kipróbálta a második helyen végzettet és igen kedvező véleménnyel nyilatkoztak róla. Mivel az LWF nem osztotta meg a VFAX követelményrendszerét, ezért a Haditengerészet javasolta a McDonnell Douglas-nek, hogy működjön közre a Northrop-pal az YF–17-en alapuló új repülőgép kifejlesztésében. W. Graham Claytor tengerészeti miniszter 1977. március 1-jén bejelentette, hogy az új típus neve Hornet, azaz „Lódarázs” lesz.
Ezután a Northrop hivatalosan is felkérte az MDD-t a kooperációra, mivel egymaga nem rendelkezett a hajófedélzeti üzemeltetés tervezéséhez szükséges speciális ismeretekkel, illetve a további fejlesztésekhez szükséges tőkével és egyéb képességekkel sem (pl. banki garanciák). Az MDD viszont jelentős tapasztalatokkal bírt F-4 Phantom II típusa révén és jelentős beszállítói múltja volt a Haditengerészetnél. Megjegyzendő, hogy az MDD túllicitálta a szintén kooperálásra jelentkező Light Temco Vought-ot és a General Dynamics-et. A vállalkozási szerződés értelmében – amit a Northrop részéről Tom Jones az MDD részéről pedig Sandford McDonnell írt alá – az MDD a végszerelést végezte el, ami a teljes munka 20%-át tette ki, illetve a belföldi értékesítés az MDD nevén történik. Ezen kívül ő készítette a szárnyfeleket, a vízszintes vezérsíkokat és a törzs mellső szekcióját (orr-rész), a Northrop pedig a törzs középső és hátsó szekcióit, valamint a függőleges vezérsíkokat. Az MDD kapcsolatai és referenciái miatt elsődleges beszállítóvá lépett elő a tengerészetnél, a Northrop pedig a szárazföldi telepítésű F–18L-ek (Land) fejlesztését és végszerelését vállalta el, remélve, hogy komoly exportsikert fog elérni a könnyített típusváltozat az F–5-höz hasonlóan. Az MDD kapacitása ez időben jelentősen lekötődött az F–15 Eagle gyártása és az F–4 Phantom II üzemben tartása miatt.

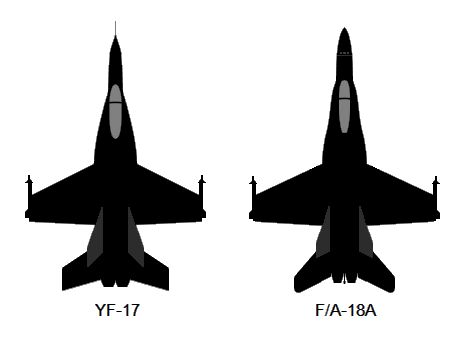
Az YF–17 és az F/A–18A sziluettje

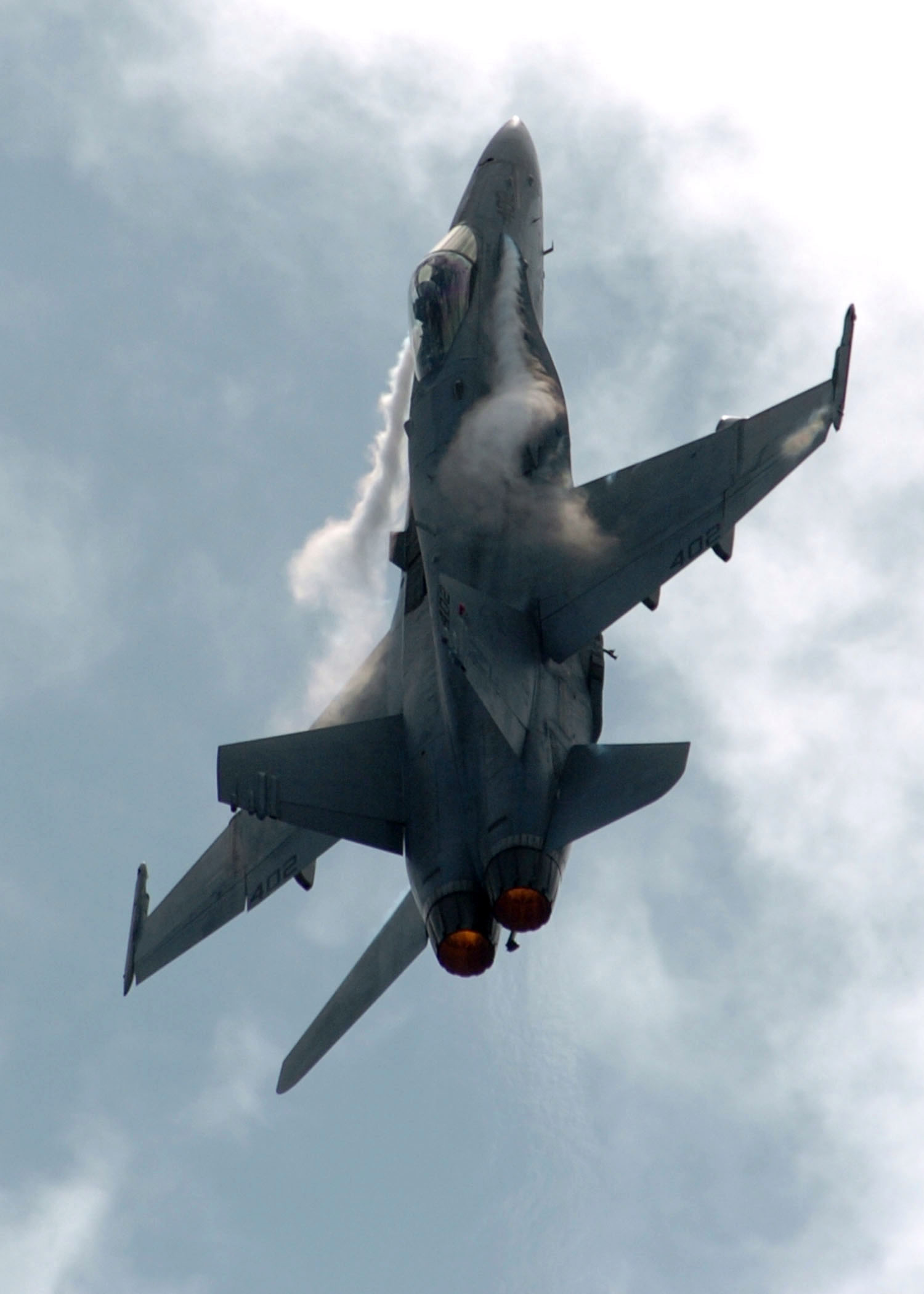
Jól láthatóak az előrenyúló szárnytőrészek (LEX) körül kialakuló légörvények. LEX-et ekkora mértékben ezen a típuson alkalmaztak először

A fejlesztés korai fázisában McDonnell Douglas Model 267-ként nevezett prototípus jelentősen eltért az alapként szolgáló YF–17-től. A repülőgép-hordozó fedélzeti üzemeltetés megkövetelte, hogy megerősítsék a sárkányszerkezetet, a futóművet és a törzs végébe szerelt fékező horgot. A szárnyfeleket felhajthatóvá alakították, az orrfutó szárát ellátták a gőzkatapult-szánkóhoz rögzíthető szerkezetekkel és a kerekek átmérőjét megnövelték. A haditengerészeti igények miatt az MDD megnövelte a belső tüzelőanyag készletet 2020 kg-mal (4460 font) a törzs gerincének megnövelésével, illetve 363 literes (96 gallon) térfogatú üzemanyagtartályokat építettek be a szárnyfelekbe (az YF–17-ében ez nem volt). A szárny és a vízszintes vezérsíkok belépőéleit örvénygerjesztő formában alakították ki a csapkodási jelenség kiaknázására. Ezt a hullámrendszert az F–15 Eagle vízszintes vezérsíkjain fedezték fel elsőként. A szárny és a vízszintes vezérsíkok felületeit megnövelték (a szárnyat 4,6 m²-rel), az előrenyúló szárnytőrészt (Leading Edge Extension, LEX – a NASA terminológiája szerint) pedig meghosszabbították előrefelé, illetve belépőélének formáján is módosítottak (szinuszhullámhoz hasonló lett). A törzs hátsó részét 102 mm-rel (4 hüvelyk) szélesítették meg, a két hajtóművet pedig hátulról kifelé ferdén építették be, hogy növeljék a törzsbelső üzemanyag-kapacitását. A repülőgép fedélzeti radarberendezést is kapott, szemben a Cobrával, amelybe ezt nem építették be. Az orr térfogatát megnövelték, hogy beférjen az új AN/APG–65 típusú rádiólokátor 71 cm-es (28 hüvelyk) antennája. Ezek a változtatások 4540 kg (10 000 font) plusz tömeget eredményeztek, a szerkezeti tömeg pedig 16 800 kg-ra (37 000 font) ugrott. A hatótávolság nőtt ugyan, azonban agilitása csökkent a Cobrához képest. A Cobra számítógép-segítette vezérlését lecserélték a teljesen digitális fly by wire rendszerrel, amit korábban az F–16-ban rendszeresítettek. A vezérlést biztonsági okokból megnégyszerezték (négyszeres redundancia), először a vadászrepülőgép típusok sorában.

### Prototípusok
A tesztelésekhez 10 db F–18A és 2 db TF–18A prototípust építettek meg. Az első gépet 1978. szeptember 13-án „gurították ki” (a roll-out ceremónia), első felszállása november 18-án történt St. Louisból délelőtt 11:04-kor, berepülő pilótája Jack Krings 50 percet repült vele. Jól és könnyen vezethetőnek jellemezte. A berepülési program folytatódott egészen 1979 január közepéig, mikor átrepülték a marylandi Patuxent River Naval Air Test Center-re a többi mellé. Itt haditengerészeti pilóták tesztelték beérkezési és különféle leszállási manővereket végrehajtva, szimulálva a hordozófedélzeti üzemet. Az első haditengerészeti pilóta John Padgett őrnagy volt, aki felszállt a típussal 1979 márciusában. A többi 9 db F–18A-t és 2 db kétüléses TF–18A-t intenzív repülési programba vonták be (a VX–4 és VX–5 tesztelőszázadok repülték őket). A prototípusok sorszámát a függőleges vezérsíkok felső-mellső sarkaira festették fel. Az első gép 1979. szeptember 18-án teljesítette 100. felszállását.
Módosították az orrfutó kerekeinek átmérőjét, hogy gőzkatapult-kilövéskor kedvezőbb sebességet érjen el a gép, illetve a vízszintes vezérsíkok így jobb hatásfokot érhettek el. Problémák jelentkeztek a repülésvezérlő szoftverben is. A kijavítást követően módosult a szárny lehajtható belépőéleinek vezérlése, amit kisebb belső módosítások is követtek. Erre a problémára később vissza kellett térniük, miután az egyik NASA-gép lezuhant. Módosították a kabinbelső hűtését is, továbbá kritika érte az avionikai aknákat is, melyek több helyet vettek el az üzemanyagtól, mint kellett volna, csökkentve ezzel a típus – szintén kritizált – hatótávolságát.
Lassan öt évvel a két gyártó megegyezése után a legelső hordozófedélzeti üzempróbák 1979. október 30–november 3. között zajlottak le, amit a 3-as sorszámú prototípussal hajtottak végre a USS America (CV–66) fedélzetén. Ezeket a próbákat nem lehetett számítógépekkel szimulálni, gyakorlati próbák során derültek ki a típus hiányosságai, melyek szokás szerint minősítéssel zárultak. Két haditengerészeti tesztpilóta a négy nap alatt 17 „érintsd és menj” (touch and go) átstartolást és 32 kilövéses felszállást és fékezőköteles leszállást hajtott végre. Nyolc repülés alatt 14 órát töltöttek a levegőben a géppel, bárminemű fennakadás nélkül. A sikerrel zárult tesztek után a Haditengerészet úgy döntött, hogy nincs szüksége egy feladatkörű vadászrepülőgépekre, a vadász- és támadó feladatköröket is maradéktalanul képes a típus teljesíteni. Az akkor még fennálló, az új típus esetében is alkalmazott külön vadász (Vessel Fighter, VF) és támadó (Vessel Attack, VA) századok tervét elvetették és az egyesített (Vessel Fighter Attack, VFA) századok felállításának tervezését kezdték meg. A típus elsőként volt képes teljesíteni ezt, amit az A–7 és az F–4 ellátott. Egy hordozófedélzeti ezredbe (Carrier Vessel Wing, CVW) négy századot terveztek felállítani (az elődtípusok két–két században voltak).

### Gyártás
Az eredeti rendelési tervek szerint 780 db gép legyártására adtak keretet három változatban. Az együléses vadász feladatkörű F–18A, a támadó feladatkörű A–18A és a kétüléses, teljes értékű TF–18A, amely csak a repülési műszerek duplikálásában különbözött volna, természetesen kisebb üzemanyag-kapacitással. Az avionika fejlesztése során azonban még a fejlesztés alatt lehetővé vált, hogy a vadász és támadó feladatkörű gépeket egyben egységesítsék, a haditengerészeti igényeknek megfelelően.
A jól zárult tesztelésektől függetlenül a Kongresszus egyre nagyobb aggodalommal kezdte figyelni a típus fejlesztési költségeinek 1979–1981 közötti emelkedését. A Haditengerészet és a Tengerészgyalogság, megerősítve a fejlesztésbe vetett bizalmukat, az eredetileg kért 780 db gép helyett 1366 db-ra adtak le rendelési opciót. A típus már régen nem volt „könnyű és olcsó”, ahogyan az LWF/ACF program hirdette, megközelítette az ez ügyben hírhedtté vált F–14 Tomcat költségeit, ami keserű pirula lett több kongresszusi képviselő torkában. A költségtúllépés megfelelő indok volt arra nézve is, hogy a két fejlesztő eltérő igényeiből fakadó nézetkülönbségek a közös együttműködést kudarcra ítélje. Szerződésük értelmében a Northrop-nak kellett volna kapnia a fejlesztési munkák 30%-át és a hordozófedélzeti F–18 további gyártási munkáinak 40%-át. Mivel a két típusváltozat nagy esélyekkel indult volna riválisan a külföldi beszerzési tendereken, a Northrop 1979 októberében több pert indított az MDD-vel szemben, melyek szerződéseik megszegéséért büntették volna partnerét. Meggyanúsította az MDD-t, hogy tendereztette az F–18-at az izraeli beszerzéseken is. Később azonban mégis együtt dolgoztak az ATF-programban részt vett YF–23 Black Widow II közös fejlesztésében.
1980 elején a prototípusokat F/A–18A, a kétülésest pedig F/A–18B jelöléssel látták el, amik 1984. április 1-jén hivatalos típusjelekké változtak. Az első F/A–18A 1980. április 12-én szállt fel először és az első sorozatban gyártott Hornet-eket ez év májusában átadták a Csendes-óceán műveleti területű Flotta-ellátó Századokhoz (Fleet Replacement Squadron, FRS): a kaliforniai Lemoore tengerészeti légitámaszponton (NAS Lemoore) települt VFA–125 Rough Riders századnak, a virginiai NAS Ocean-ön települt VFA–106 Gladiators századnak és a kaliforniai Miramar tengerészgyalogsági légitámaszponton (MCAS Miramar) települt VMFAT–101 Sharpshooters századnak.
Hadrendbe 1983. január 7-én állították a Tengerészgyalogság MCAS El Toro honi bázisú VMFA–314 Black Knights századánál, majd ez év augusztus 24-én vette át a Haditengerészet – a VFA–113 Stingers század – is az első gépet. A gépek a VFA–125-től érkeztek, szervezetileg és névileg március 25-én lettek VFA-k. Az átszervezést december 14-én fejezték be, mint a flotta első Hornet-százada, leadva A–7E-jeiket. Ezt követően a század áttelepült a USS Constellation (CV–64) repülőgép-hordozóra, mint a 14. hordozófedélzeti ezred (CVW 14) első többfeladatú alakulata. A teljes hadrafoghatóságot 1985 február–augusztus között érték el. Az ezred később az összes A–7-est és F–4-est is kivonta. A „Connie” volt az első repülőgép-hordozó, amely szolgálatba állította a típust.
Közel hat évi pereskedés után 1985-ben pontot tettek az ügy végére: az MDD megvásárolta a típus teljes tervdokumentációjának szerzői jogait 50 millió USD-ért. Ez a Northrop által fejlesztett F–18L-nek azonban nem adott jobb lehetőségeket, a tendereket sorra az F–16 és az F/A–18 nyerték meg. Spanyolország, Szaúd-Arábia és Görögország is érdeklődött a típusváltozat iránt, azonban a spanyolok az F–18-at, a szaúdiak a Panavia Tornado-t, a görögök pedig az F–16 és a Mirage 2000 típusokat rendszeresítették.
A 380 db-os gyártást követően 1987 szeptemberében az MDD átváltott az F/A–18C gyártására. A megrendelt 1366 db végül az 1157. példány után leállt. 1999-ben adták át az utolsó C-t, 2000-ben pedig az utolsó D-t.
A gyártósort azonban nem kellett végleg leszerelni, ugyanis az időközben megszaporodó időszaki nagyjavítások, továbbá a kilátásba helyezett Super Hornet fenntartották a szerelőüzemet. 1995-től kis ütemben, majd 1998-tól folyamatosan gyártás alá vették az E/F altípust, ami biztosította az akkor már a Boeing tulajdonába került MDD foglalkoztatását. 2002-ben alakult meg a Boeing Integrated Defense Systems (IDS), amely az MDD-n túl a Hughes-vállalatokat, a Piasecki Helicopters-t, North American Aviation-t is magába foglalja több más vállalattal együtt. Több évi folyamatos fejlesztés után pedig a Super Hornet bázisán 2008-ra kifejlesztették a legmodernebb harcászati rádióelektronikai lefogó repülőgépet, az EA–18G Growler-t, amely közel 40 évnyi szolgálat után az EA–6B Prowler-t hivatott nyugdíjba küldeni. Gyártása a 2010-es évtized közepéig tudja foglalkoztatni a gyártósorokat.

## Típusváltozatok

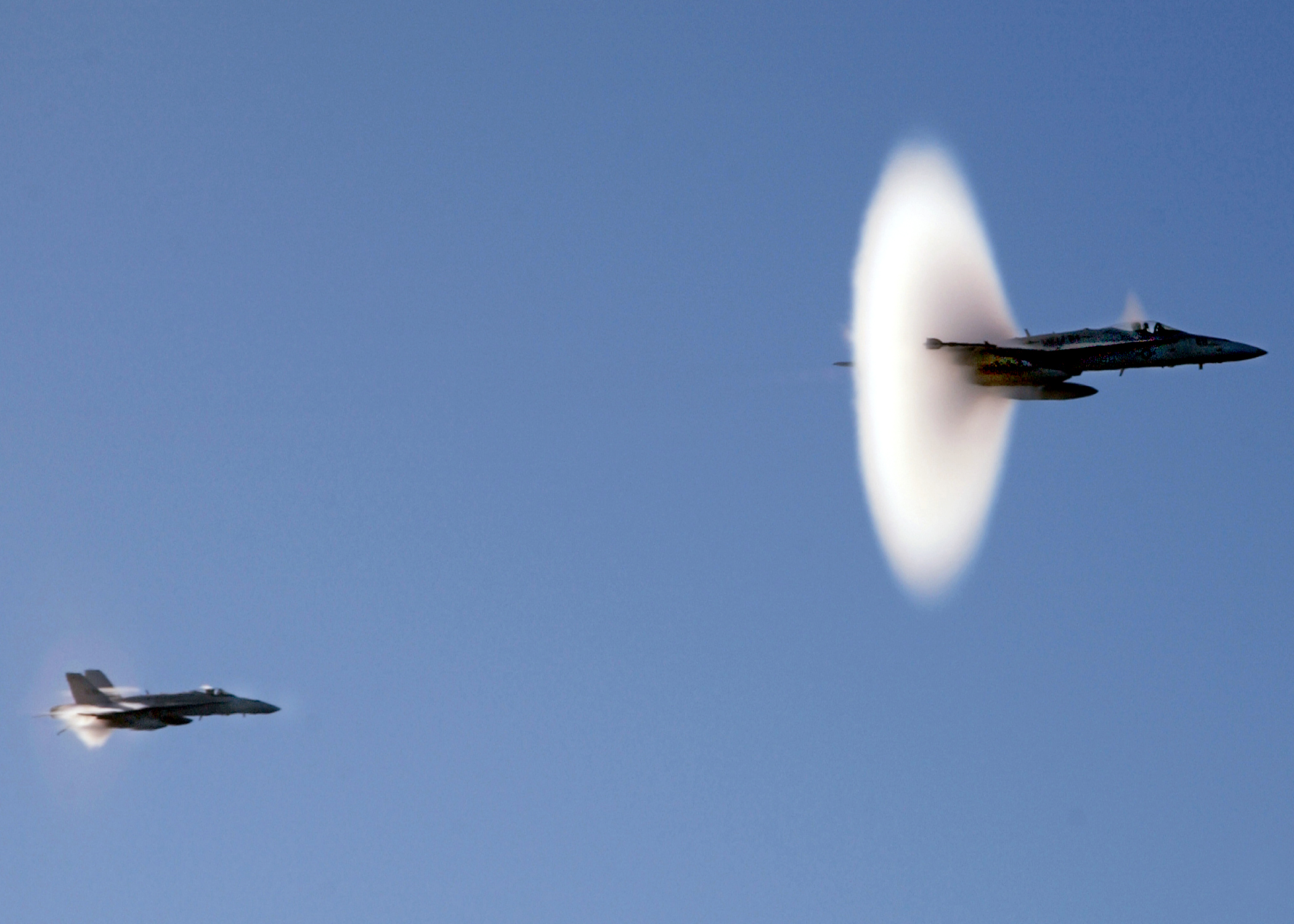
Két F/A–18C géppár-kötelékben. Jól megfigyelhetőek a helyi hangsebesség átlépésekor keletkező örvényáramlások, illetve az altípust beazonosító „szemölcsök” a kabin mögött

A sorozatgyártást 12 db nullszéria (nullsorozat) példány legyártása és intenzív tesztelése előzte meg. Ezek a gépek könnyen azonosíthatóak, ugyanis fehér színűek és vezérsíkjaik külső ~1/3-át kék, vagy vörös színű ferde sávval látták el, valamint az osztott „függőleges” vezérsíkokon a gépek azonosító számai láthatók.

### Kísérleti altípusok

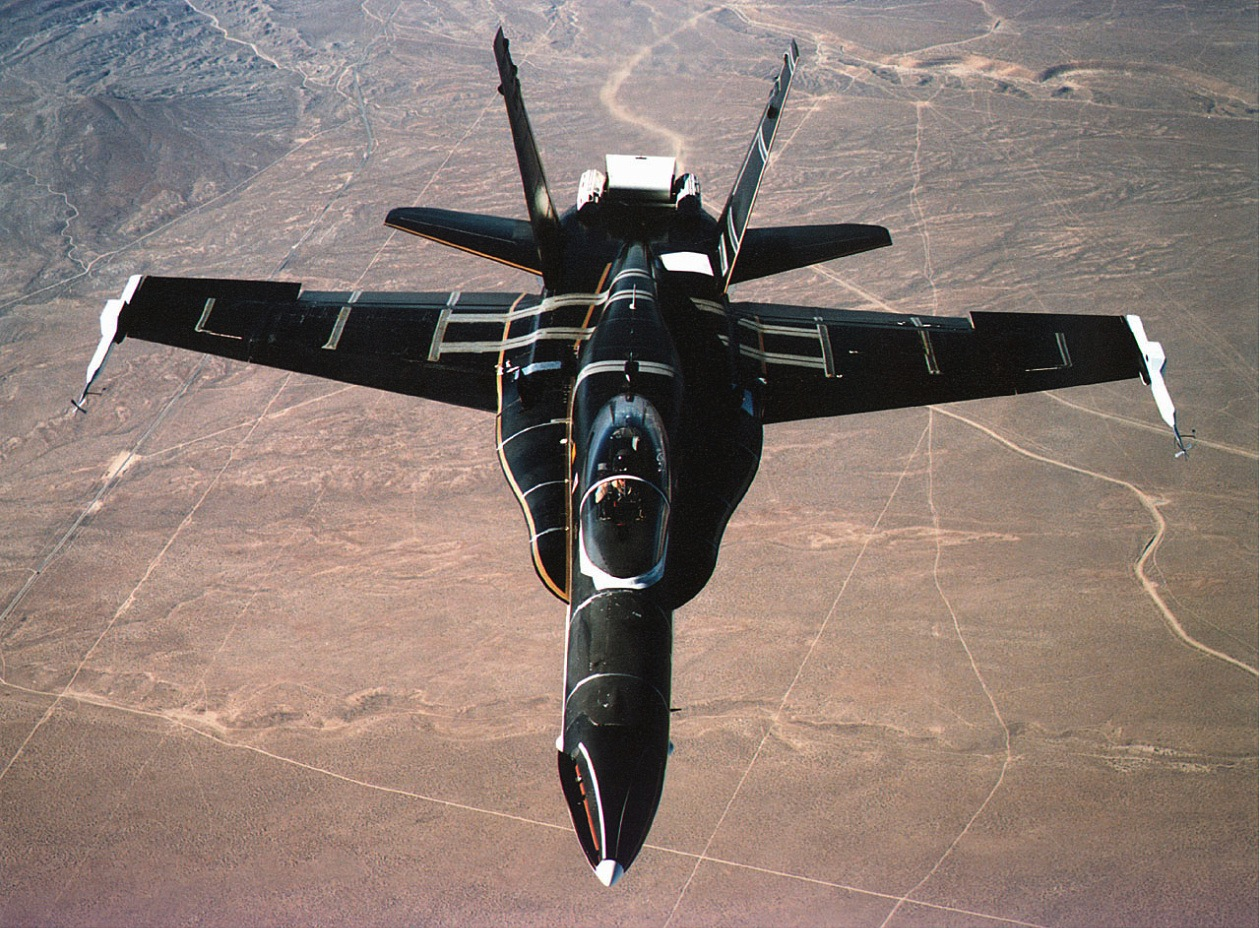
Az F–18 HARV szemből, a gerinc végén és a törővégeken mérőműszerek fehér burkolatai láthatóak

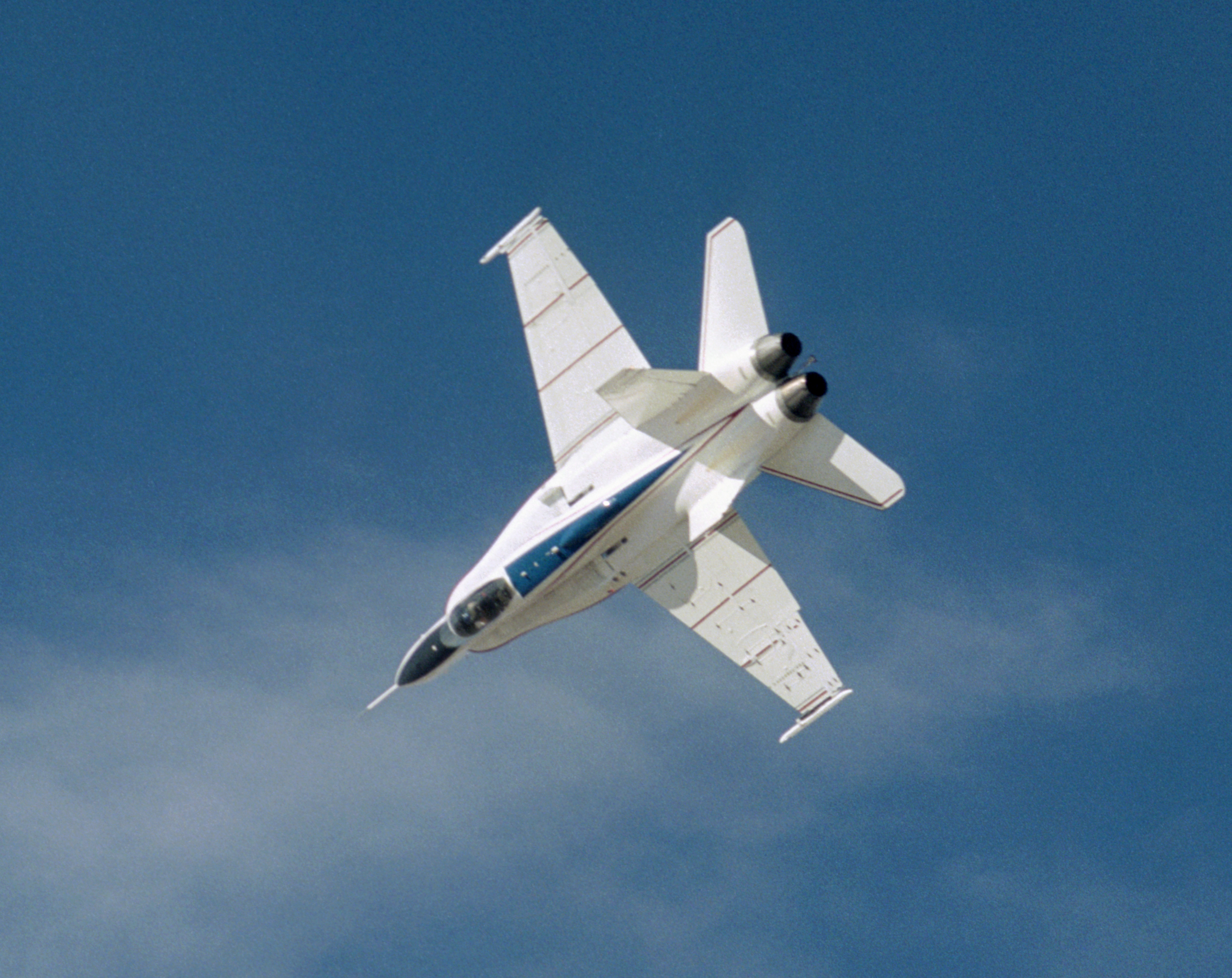
Hajdanvolt F/A–18A, X–53 kísérleti repülőgép

A megépült két kísérleti típusváltozatot a NASA fejlesztette ki és a Dryden Repüléskutató Központ (DFRC) vizsgálta. A DFRC honlapja szerint 5 db Hornettel kísérleteznek, ebből kettő kétüléses, főként a videófelvételekhez alkalmazzák őket.
- F–18 HARV: A „Nagy Állásszögű Kutató Jármű” (High Alpha Research Vehicle) a NASA egyik tesztváltozata volt, amelyben a gép repülési jellemzőit vizsgálták, illetve javítani próbálták. Kisebb átalakításával kutatták a következő (5.) generációs típusokra kiírandó kritériumokat és egyéb aerodinamikai lehetőségeket.
- X–53 Active Aeroelastic Wing: Ezzel a kísérleti változatal az aeroelasztikusságot vizsgálták. A program 2002 novemberében indult és 2006. augusztus 16-án nevezték át a gépet X–53-ra. Az átalakított F/A–18A vezérlését teljesen digitálisra cserélték le. A DFRC-n kívül részt vett benne a Légierő Kutató Laboratóriuma (Air Force Research Laboratory) és a Boeing Phantom Works is.
- F–18 SRA (Systems Research Aircraft): szintén a DFRC üzemelteti a 845-ös oldalszámú F/A–18B-t a típus rendszereinek fejlesztéseihez szolgál bázisul.

### F–18L
Az F–18L a Northrop által fejlesztett könnyített, export-változata az F/A–18A-nak, amivel 71%-ban egyezett csak meg. Ez az altípus nem volt alkalmas hordozófedélzeti üzemeltetésre, ugyanis a könnyítés a fékező horgon kívül a futóművet is érintette, ami a nagy sebességű süllyedést követő fedélzetre érkezést („irányított becsapódás”, ahogy a tengerészeti pilóták nevezik) nem viselte volna el. Továbbá megszüntették a szárnyfelek felhajtó-mechanizmusait (csuklók, olajszervók, vezetékek stb.). A tömegcsökkentés fejében karcsúsították a szárnyprofilt is és eltávolítottak több üzemanyag tároló belső tartályt, a szárnyból teljesen. A gép maximális felszálló tömege így 3493 kg-mal kevesebb lett, ami megközelítőleg 30%-kal kevesebb a sorozatban gyártott F/A–18A-nál. Az áramlásgerjesztő profilokat is eltávolították a szárny és a vízszintes vezérsíkok belépő éleiről. Ennél fogva az eredeti gépnél jobb manőverező képességekkel bírt (orsózó szögsebesség, emelkedő képesség, szárny felületi terhelése stb.). Elektronikai rendszere az eredeti gép 90%-át megtartotta, beleértve a radart és az ECM-rendszereket is. A könnyített szárnyra azonban tömegkorlátozást kellett előírni, illetve a levegőbeömlő csatorna alatti csomópontokat el kellett hagyni.
A gépet az F–16 konkurensének szánták főként azon Amerika-barát országok számára, ahol az F–5 Tiger II már szolgálatban állt, mint annak váltótípusa. Ez azonban nem valósult meg, egyedül Görögország érdeklődött komolyabban iránta, azonban később mégis a General Dynamics F–16-osát és a Mirage 2000-et választották. A projekt megépített példánya – amely a két YF–17 Cobra egyikéből lett kialakítva – múzeumba került, a Northrop pedig a csőd szélére.

### Sorozatban gyártott altípusok
A típus jelölésrendszere megegyezik az F–15 és az F–16 altípus-jelölésrendszerével. Azaz az A, a C és az E az együléses altípusokat, míg a B, a D és az F a kétüléses altípusokat jelöli (kivétel ez alól az F–15E Strike Eagle kétüléses csapásmérő repülőgép).

#### F/A–18A/B
Az F/A–18A együléses változat, míg a korábban TF–18A jelzésű kétüléses a B jelet kapta. A hátsó ülés miatt el kellett hagyni néhány avionikai berendezést, illetve a belső üzemanyagkészlet 6%-kal csökkent. Ettől függetlenül a kétüléses Hornet teljes értékű változat, azaz az együléses A összes feladatkörét képes ellátni, de elsősorban oktatásra, kiképzésre, időszakos vizsgázásokra alkalmazzák. A műszerfalak 2 db monokróm (kétszínű) folyadékkristályos kijelzővel lettek ellátva. Kanada és Ausztrália vásárolt belőlük az USA légi erőin kívül, 1987-ig gyártották ezt a két altípust.
1992-ben az eredeti rádiólokátort (Hughes AN/APG–65) felváltotta az AN/APG–73, amely gyorsabb lett és több célt tudott egyidejűleg követni, egyéb kiegészítő funkciókkal. Az ezzel felszerelt példányok egy + jelölést kaptak (F/A–18A+). Spanyolország állított szolgálatba egyedül ilyen gépeket az amerikai Tengerészgyalogságon kívül.

#### F/A–18C/D

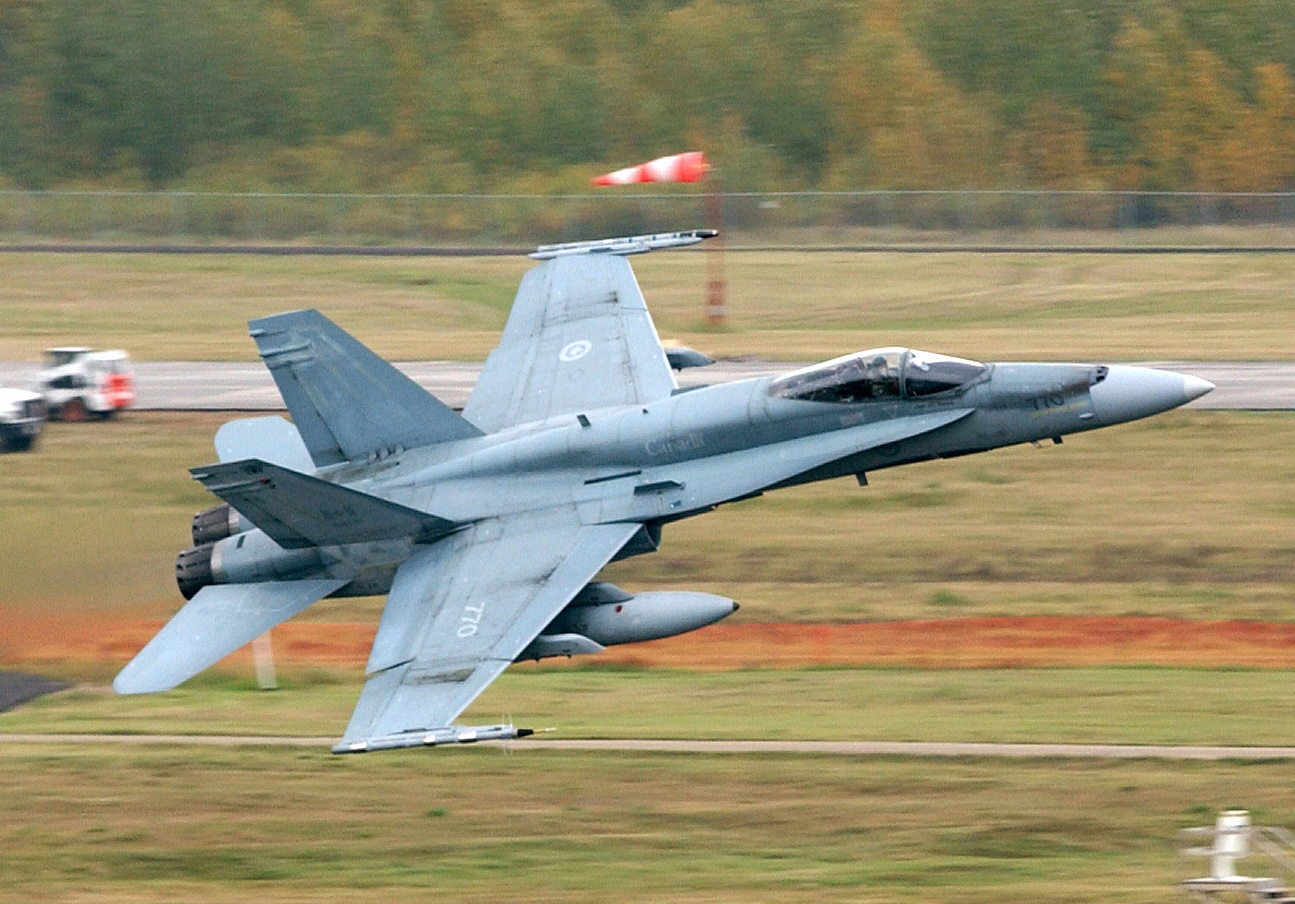
Ezen a kanadai CF–18A-n jól láthatóak a függőleges vezérsíkokat belülről megerősítő, utólag felszerelt 3–3 borda, illetve a szintén utólag, a LEX felső felületére felszerelt BLAD. Ez a terelőlemez csak elöl és középen van felerősítve a LEX-re (2-2 db csavarral). A törővégi indítósíneken ACMI konténerek láthatóak

Elsősorban az Amerikai Haditengerészet számára modernizált és strukturálisan megerősített altípusok. Az elnevezés az A/B-hez hasonló: a C az együléses, a D pedig a kétüléses változat. Szerkezeti elrendezésük alapvetően nem változott. 1987-ben kezdték a gyártásukat, az első gépek 1989-ben kerületek a csapatokhoz. 1999-ben állították le a C-k gyártását, az utolsó D-változat pedig 2000-ben érkezett meg a Tengerészgyalogsághoz.
Szerkezeti megerősítésük a szárnyfeleken és a függőleges vezérsíkokon jelentkező fáradásos repedések miatt vált szükségessé. A károsodott elemeket utólagosan kicserélték, a későbbi repedések elkerülése végett a függőleges vezérsíkok-törzs csatlakozás belső oldalain 3 db erősítő bordát helyeztek el, illetve a LEX középső-felső felületére oldalanként 1–1 db áramlásterelő lemezt csavaroztak („határréteg-kitérítő”, angolul Boundary Layer Air Discharge, BLAD). Ezeket a módosításokat a bel- és külföldi teljes Hornet-flottán elvégezték (A-tól D változatig). A gyártásban levő C/D-ket értelemszerűen már így építették meg.
Modernizált radart, avionikai berendezéseket kaptak és lehetővé vált az AIM–120 AMRAAM légiharc-, az AGM–65 Maverick levegő-föld rakéták és az AGM–84 Harpoon hajók elleni manőverező robotrepülőgép alkalmazása is. További fejlesztések révén új Martin-Baker NACES-rendszerű (Navy Aircrew Common Ejection Seat) katapultüléseket kaptak és önműködő zavaróberendezéseket. A passzív szintetikus apertúrájú PESA lokátornak (AN/APG–73) köszönhetően nagy felbontású képeket készíthettek a repülőgép előtti-alatti terepről. Megnőtt az éjszakai támadó képességük is a Hughes Aircraft (napjainkban Raytheon) AN/AAR–50 hőképalkotó navigációs konténer és a Loral Space & Communications fejlesztette AN/AAS–38 Nite Hawk FLIR célmegjelölő konténer alkalmazásával. Ezt teljessé tette az „éjjellátó” szemüveg és a 2 db teljesen színes, többfunkciós folyadékkristályos kijelző (MFD), valamint a színes digitális térképek alkalmazása. Külsőleg felismerni a kabin mögött és az orron a gépágyútorkolat mögött elhelyezett két elektronikai „szemölcs”, illetve az orr alatt és a kabin mögött elhelyezett újabb késantennák révén lehet.

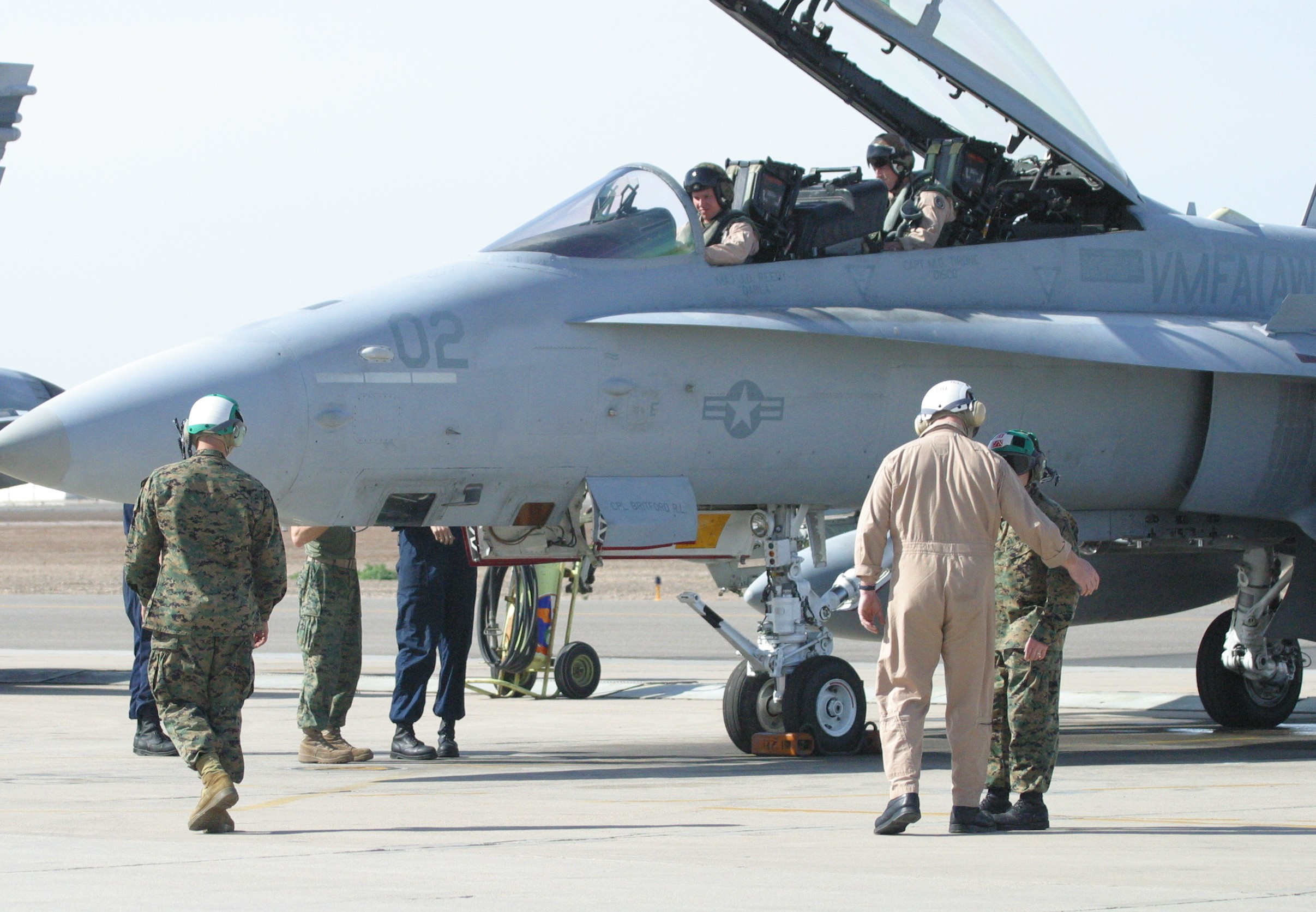
ATARS-sal felszerelt F/A–18D (RC) a VMFA(AW)–332 Moonlighters század kötelékében. Jól megfigyelhetőek az orr alatt elhelyezett szenzorok

A kétüléses D altípus egyes változatai a „bármely napszaki” (all-weather) kiegészítő megjelölést kapták. Ennek oka az volt, hogy a két pilóta feladatait megosztották: az első a gép vezetésével foglalkozik, a hátsó ülésben helyet foglaló pedig a fegyverkezelő pilóta (Weapons and Sensors Officer, WSO), a gép fedélzeti rendszerei az éjszakai csapásmérésre is optimalizálva lettek. Elsősorban a Tengerészgyalogság rendelte meg ezt a változatot éjszakai és előretolt légi irányító (Forward air control, FAC) bevetésekre. Ezek a századok a VMFA(AW) (Vessel Marine Fighter Attack, All Weather) századjelölést kapták, típusnevük Night Hornet-re módosult. Összesen hat ilyen tengerészgyalogsági század állt fel: VFMA(AW)–121, VFMA(AW)–224, VFMA(AW)–225, VFMA(AW)–242, VFMA(AW)–332, VFMA(AW)–553. Ezek közül a 332-es 2007-ben deaktiválva lett.
További alváltozat jelent meg. 60 db kétüléses Night Hornet-változatba felderítő berendezéseket építettek, típuslelölésük F/A–18D (RC)-re változott (RC mint reconnaissance, magyarul felderítő). Az M61 Vulcan gépágyú helyére a külső elhelyezésű ATARS (Advanced Tactical Airborne Reconnaissance System, magyarul Fejlett Harcászati Légiszállítású Felderítő Rendszer) elektro-optikai szenzorokat tartalmazó gondolát építették be, amely ezen kívül tartalmazza még a felderítő berendezés összes elemét (kamerák, adatrögzítők, áramellátást biztosító berendezések). Az AN/APG–73-as lokátort meghagyták. Az időközben inaktivált VMFA(AW)–332, illetve a VMFA(AW)–121 Green Knights, a VMFA(AW)–224 Fighting Bengals és a VMFA(AW)–533 Hawks repüli őket (pl. 164653, 164656, 164679, 164683, 164729, 164876, 164886, 164951, 165867 /121/).
1992 elején elkészült a hajtómű módosított változata, az F404–GE–402 is, amely megközelítőleg 10%-kal nagyobb teljesítményt produkál azonos körülmények között.
1993-ban az AAS–38A Nite Hawk konténerbe integráltak egy lézer-távolságmérő berendezést is, amely lehetővé tette a cél önálló megjelölését. Az AAS–38B jelet kapta, amelyet később beépítettek az összes példányba, ezzel lehetővé vált más repülőgépek számára is a célmegjelölés.

#### F/A–18E/F Super Hornet

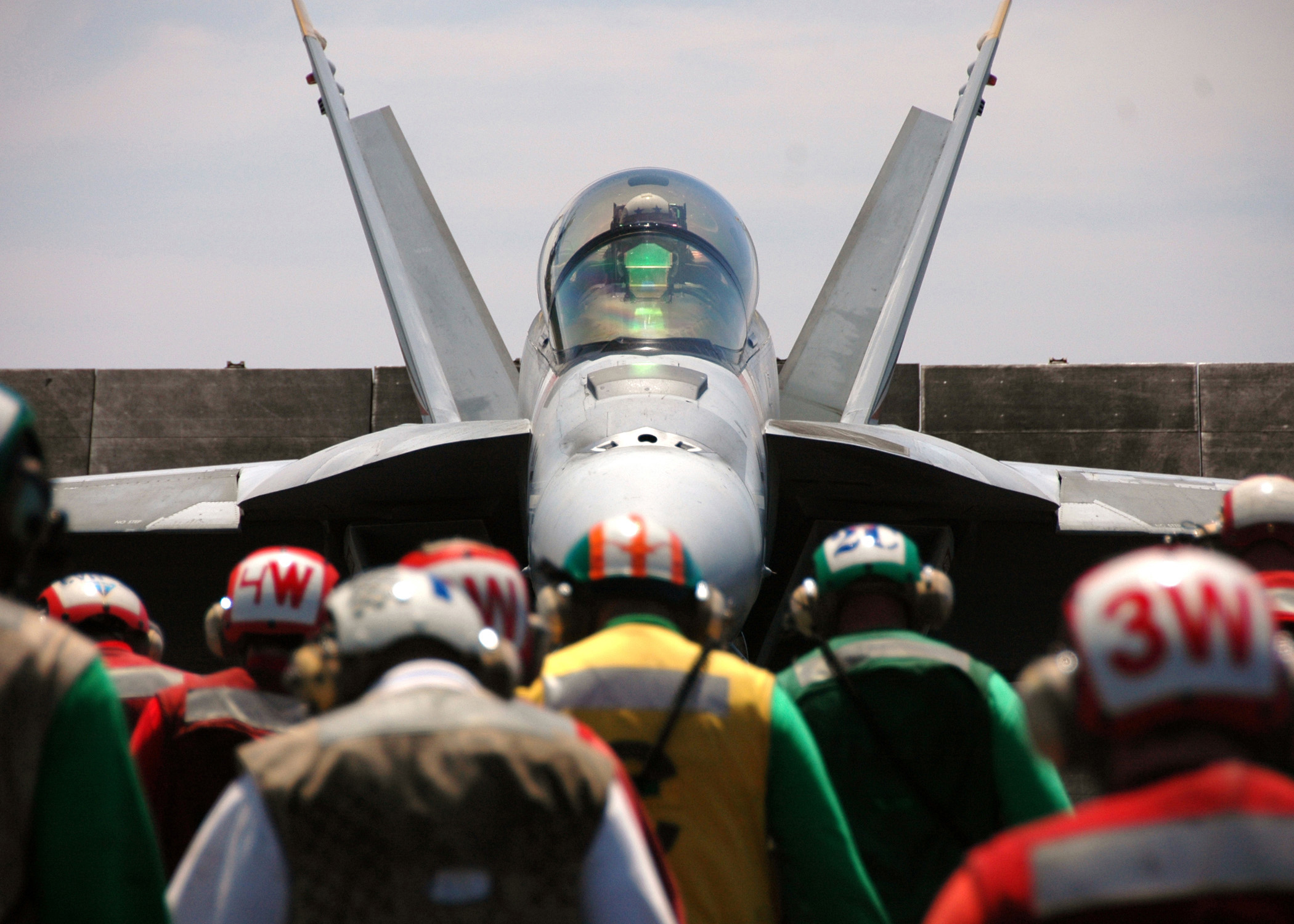
A USS Abraham Lincoln (CVN–72) fedélzetének felületét ellenőrzik egy F/A–18F előtt 2007 augusztus közepén. Szembetűnőek az altípus megnövelt LEX-jei

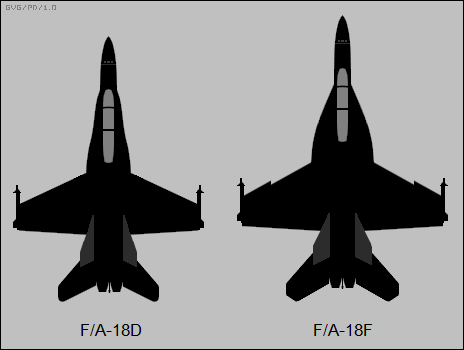
Az F/A–18D és az F altípus sziluettje. Jól láthatóak a két altípus méretbeli különbségei

A típus békében és háborúban egyaránt beváltotta a hozzá fűzött reményeket: nagy megbízhatóságról, tartósságról és alacsony karbantartási igényről tett tanúbizonyságot. A haditengerészet emiatt az 1990-es években nem keresett az F–22 Raptor-programhoz kapcsolódva radikálisan új hajófedélzeti váltótípust a maga számára, hanem inkább a Hornet-család továbbfejlesztése mellett döntött.
Az alaptípus jelentős továbbfejlesztésével jött létre az F/A–18E/F Super Hornet, amely aerodinamikailag nagyon hasonló az elődhöz, de 25%-kal nagyobb tömegű és méretű. A gép így azonos súlycsoportba került az USAF F–15C/D nehézvadászaival. Ezzel az altípussal váltották le az F–14 Tomcat vadászrepülőgépeket is, lehetővé téve, hogy 2-3 repülőgéptípus üzemeljen csak az amerikai repülőgép-hordozókon. 1995. november 29-én szállt fel először, szolgálatba 1999-ben állt.
A fejlesztés során felhasználták a közel 15 év alatt összegyűlt üzemeltetési tapasztalatokat és negatív kritikákat: elsősorban a sokat kritizált hatótávolság kiterjesztése, a modern elektronikus- és információs hadviselési képességek integrálása volt a fő szempont, valamint a szerkezeti teherbírás növelése. Erőfeszítéseket tettek a repülőgép radarkeresztmetszetének csökkentésére is: radar antennájának elhelyezése, a beömlőnyílások és a futóműakna ajtajainak kialakítása stb. A Super Hornet repülési képességei csak szerény mértékben javultak, ill. bizonyos területeken romlottak az alap F/A–18C/D változathoz képest, hiszen szerkezeti tömege jelentősen megnőtt. Azonban avionikailag drasztikus a változás: kommunikációs képességei jelentős korszerűsítésen estek át: a titkosított adatátviteli lehetőségek fejlettsége és bővítése, passzív adat-átjátszások segítik a váratlan csapásmérés képességét, illetve az új, AN/APG–79 típusú aktív elektronikus sugáreltérítésű AESA rendszerű radar és az AMRAAM rakéták segítségével így is biztosíthátó a típus számára a helyi légifölényt. Az elektronikai fejlesztések pedig folyamatosak, nem értek véget.
A Super Hornet után újabb F/A–18-generáció kifejlesztése nem várható, mivel a műszaki fejlesztés jelenlegi magas fokán már az ötödik generációs egyhajtóműves típusokat is megfelelően biztonságosnak tartják a tartós tenger feletti bevetések teljesítéséhez. A gazdaságosabb üzemű, egyhajtóműves F–35 Lightning II típus ezért bizonyos hagyományos Hornet-üzemeltetőknél – mint például az Amerikai Tengerészgyalogság vagy Ausztrália – középtávon felváltja a típust, hosszú távon pedig mindenképpen.

#### EA–18G Growler

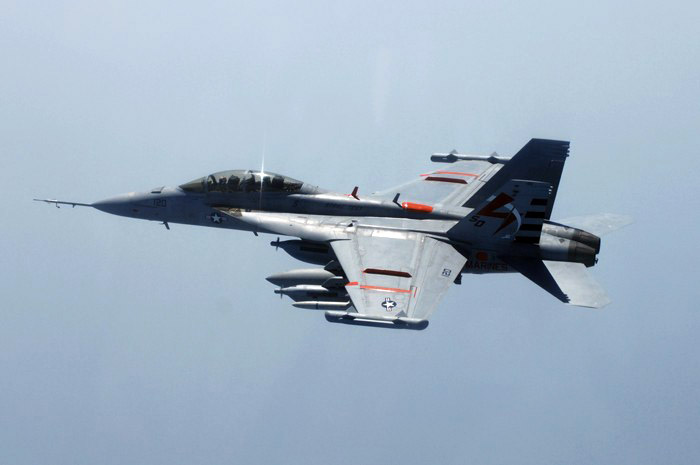
Az EA–18G Growler egyik előszéria-példánya, az orra szerelt hosszú Pitot-cső csak a berepülési programban részt vevő gépekre jellemző

Az elhasználódó EA–6B Prowler rádióelektronikai harci repülőgépek leváltására készült elektronikai lefogó altípust a Super Hornet bázisán hozta létre a Boeing IDS. A fejlesztés érdekessége – a Super Hornetével együtt –, hogy a tervezett határidőn és költségkereten belül készült el a prototípus (2006 szeptemberében), valamint az első példány (BuNo 166856) is a határidő lejárta előtt került leszállításra a Haditengerészet Patuxent River kísérleti bázisára 2007. szeptember 24-én. Szolgálatba 2009. szeptember 22-én állt.
A Super Hornet-től szerkezetileg alig tér el. Amiben eltér, azok a szárny törővégeire felszerelt elektronikai gondolák, amik miatt megerősítették a felhajtható szárnyrészek meghajtórendszereit, valamint a szárnyfelek tetejére szereltek egy-egy áramlásterelő/-gerjesztő lemezt, illetve a gerinc közepén egy újabb elektronikai „dudor” került elhelyezésre. Avionikailag viszont teljesen más felépítésű, amire a gép törzsére felszerelt több antenna is utal. Elektronikai képességei egyelőre még nem ismertek.
2008. június 3-án kedden ünnepélyes keretek között átadták az első ötgépes „Growler-flottát” a washington állambeli Whidbey Island tengerészeti légibázison (NAS Whidbey Island) a VAQ–129 Vikings századnak, amely ezzel Prowler-jeit véglegesen kivonta állományából.
A Boeing mint a fegyverrendszer-integrátor és főgyártó vezeti a fejlesztéseket. A Northrop Grumman az elsődleges alvállalkozó és ők felelnek az AESA-alrendszerek integrálásáért. A Hornet Industry Team-ben tagok még a Boeing és a Northrop Grumman-en kívül a General Dynamics és a Raytheon is. A rendszerfejlesztő és demonstrációs program 2009-ben fejeződött be, melyet a Naval Air Systems Command PMA–265 jelű hivatala koordinál.

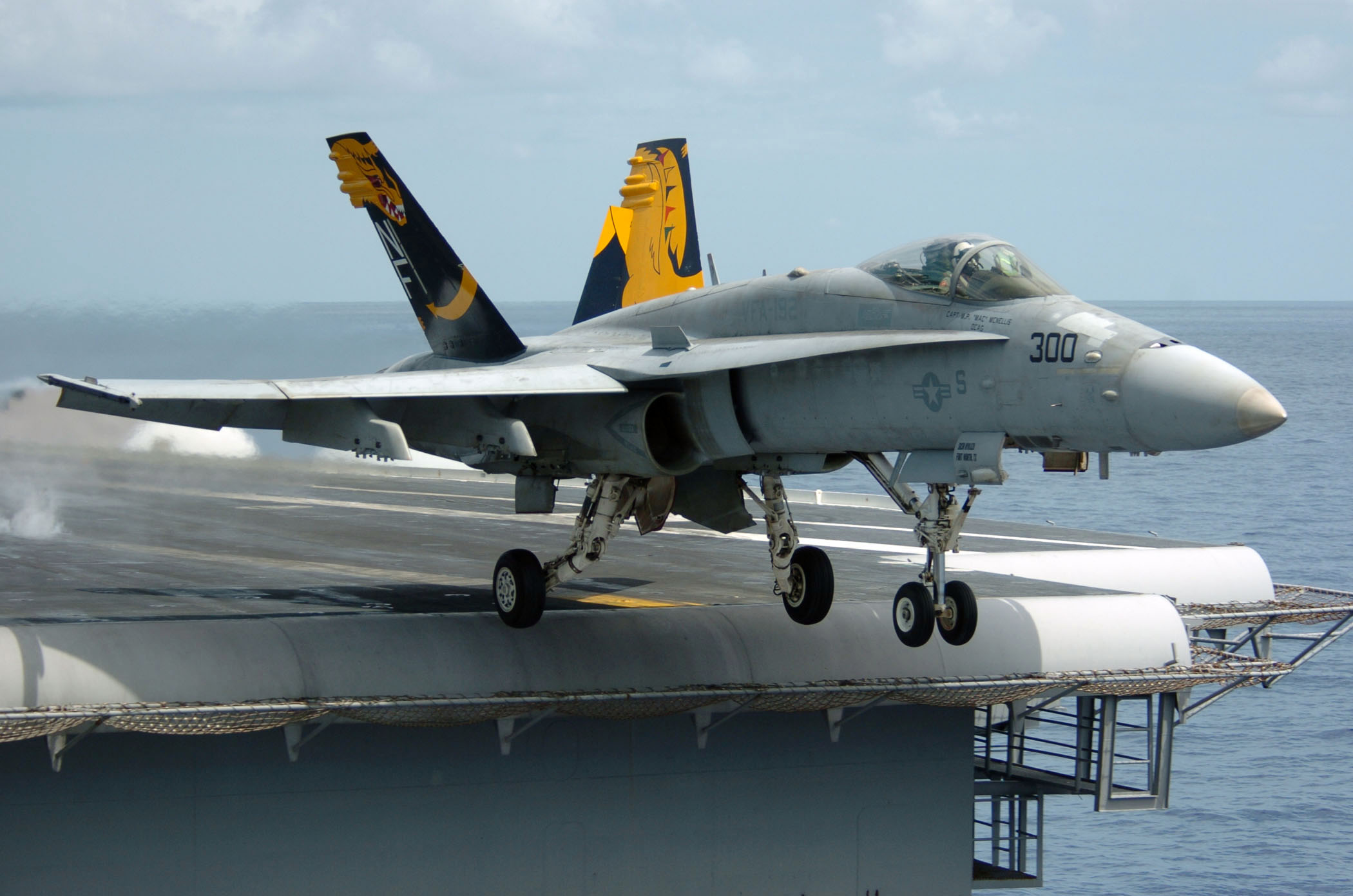
Az 5. Hajófedélzeti Légiezred (CVW–5) parancsnokhelyettesi (DCAG) gépe felszáll a USS Kitty Hawk (CV 63) repülőgép-hordozó szögfedélzetéről. A gép a 192. „Golden Dragons” Vadász-Csapásmérő Század (VFA–192) parancsnoki gépe is egyben

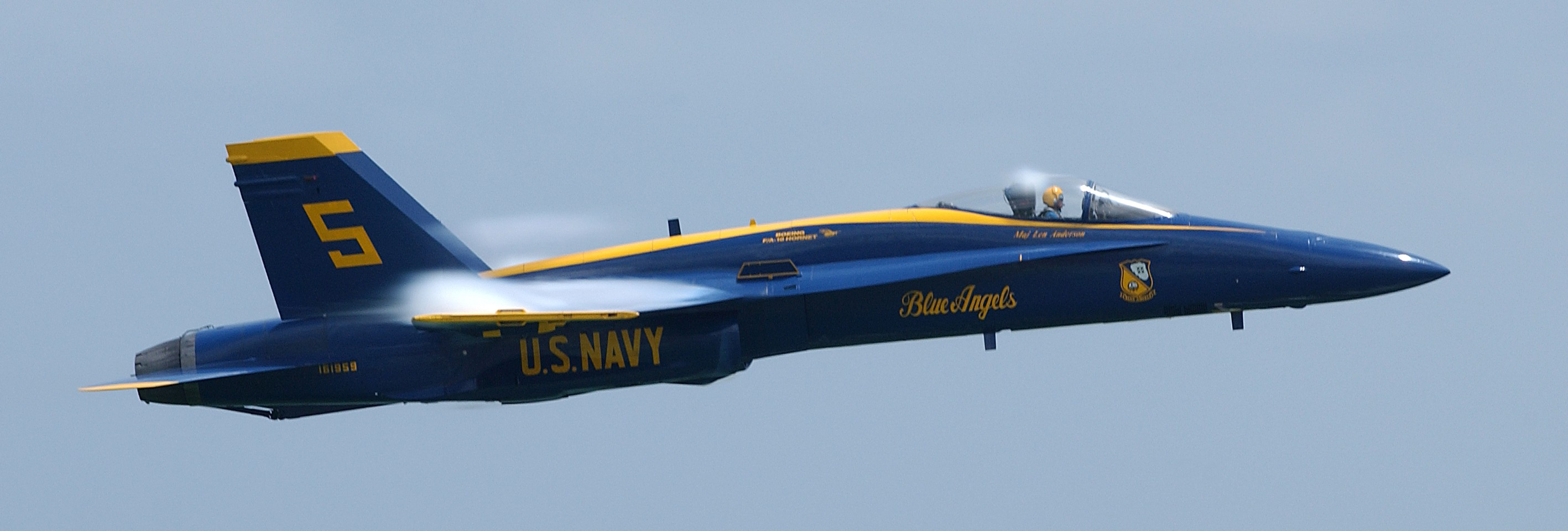
A Blue Angels műrepülőcsapat 5-ös számú gépe

Az Amerikai Haditengerészet egyelőre 85 darabos megrendelést adott le az EA–18G Growler altípusra.

## Szerkezeti felépítés

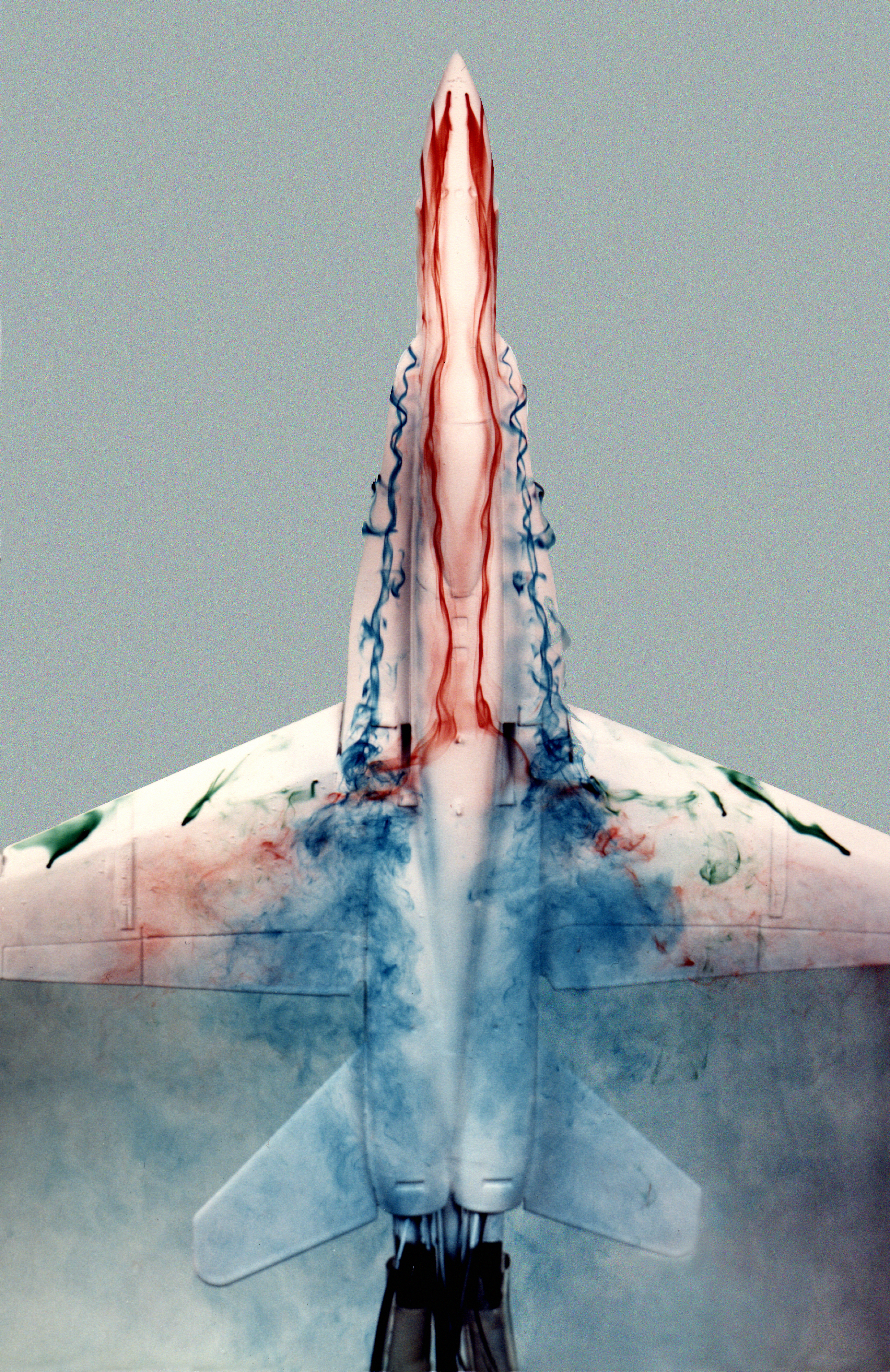
A Dryden központ egyik áramlásvizsgáló csatornájának eredménye: jól megfigyelhető a LEX belépőéle (kék) és a kabintető (vörös) által a fékszárnyak felé terelt áramlatok

A típus nagy mértékben fém építésű, félhéjszerkezetű, hagyományos aerodinamikai elrendezésű, trapézszárnyú, amely a törzs felső részén került elhelyezésre („vállszárnyas”), osztott „függőleges” vezérsíkkal és előrenyúló szárnytőrésszel (LEX) felszerelt, behúzható futóművel, 2 db kétáramú gázturbinás sugárhajtóművel, katapultüléssel, hermetikus kabinnal és légi utántöltő berendezéssel rendelkező többcélú vadászrepülőgép.

### Sárkány
A típus sárkányszerkezeti kialakítása kortársai között rendhagyónak tekinthető. A viszonylag keskeny orrszekció mögött a kétoldali beömlőnyílásokkal azonnal megkezdődik a törzsközépi rész, majd zárul az osztott, V-beállítási szögű függőleges vezérsíkokat tartó hátsó szekcióban. Ez a törzsközéprész viszonylag rövid, az orrszekció pedig szokatlanul hosszú. A törzsközép előtt az orrszekció oldalára lett beépítve oldalanként egy-egy nagyméretű, ún. előrenyúló szárnytőrész (LEX, leading edge extension), amely a nagy állásszögű, intenzív manőverekben jelentős felhajtóerőt termel. Ez az eszköz sajátos küllemet is ad a típusnak. Ezzel az elrendezéssel a repülőgép középszárnyasnak tekinthető. A LEX és a beömlő találkozásánál egy-egy rést alakítottak ki, amelyek a határfelület lefúvására hivatottak, maguk a nyílások nem szabályozható keresztmetszetűek. A baloldali LEX-ben helyezték el a lehajtható közlekedőlétrát, illetve több kisegítő berendezés található mindkét oldaliban. Az átömlőnyílás mellett, a LEX külső széléhez közel szerelték fel utólag a BLAD áramlásterelő lemezeket is (A–D változatokon). A keskenynek nevezhető orrszekcióban a pilótakabin előtt a rádiólokátort, valamint a gépágyút és kisegítő berendezéseit, alatta az orrfutóaknát, mögötte pedig a tüzelőanyag tartályok egy jelentős részét helyezték el, ugyanis a törzsközépi részben tetemes helyet vesz el a két hajtómű légcsatornája, a törzs más pontjai erre a célra már alkalmatlanok, műszerekkel, berendezésekkel túlzsúfoltak. E sajátos kialakítás ugyan kedvező aerodinamikai paraméterekkel ruházza fel a járművet, azonban ezzel a keskeny orrszekcióval korlátozottá vált az üzemanyagtároló kapacitás, amely a típus kritikus problémájává vált az üzemeltetés során. Ezeket a problémákat hidalták át a Super Hornet minden irányban megnövelt sárkányszerkezetével.

### Szárny és vezérsíkok

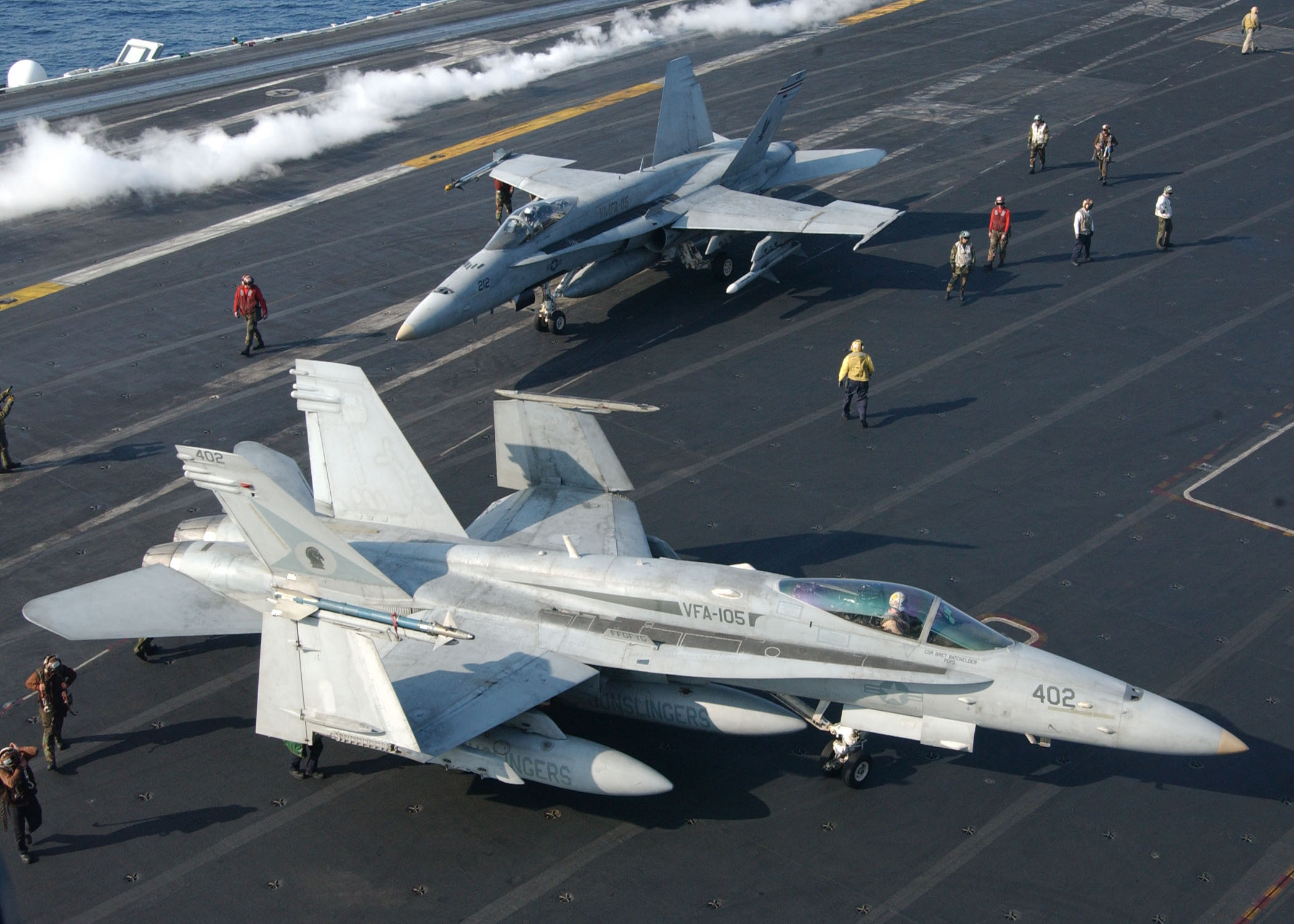
A képen jól láthatók a könnyebb tárolást biztosító felhajtható szárnyrészek

A szárny két főtartós, melléktartók nélküli szerkezetű. Külső 1/3-a kb. 95-98 fokban felhajtható. A törővégekre rakétaindító síneket szereltek, amikre csak az AIM–9 Sidewinder légiharc-rakétakat lehet szerelni. Az indítósín törővégi alkalmazása kedvező hatással van a repülőgép tüzelőanyag-fogyasztására (ami rakétával tovább növelhető), ugyanis „szárnyfülként” funkcionál, csökkenti a szárnyvégeken keletkező légörvényeket (az F–16-éhoz hasonlóan). A szárnyfelek belépő éle orrsegédszárnyként egyben lehajtható, ami kettéosztott a felhajtható rész miatt. A kilépő él belső felén fékszárny került kialakításra, a törővég és közte pedig a csűrő található. Felettük felfelé nyíló áramlásrontó féklapokat szereltek fel.
A szárnyfelek területe, szerkezeti terhelhetősége a típus fejlődése során sokat változott. A törővégekre szerelteken kívül még 2–2 db (A–D változatok), később 3–3 db (E–F változatok) fegyverfelfüggesztő csomópont lett kialakítva a szárny alsó felületén. A szárny terhelhetőségére példa, hogy a Hornet-változatok függesztett fegyverzettel nem szállhatnak le, leszállás előtt kényszervetést, kényszeroldást kell végrehajtaniuk, ezzel csökkentve a szárnyat leszálláskor érő többletterhelést. A Super Horneteknél már nincs ilyen megkötés.
A vízszintes vezérsíkok egyben magassági kormányként is funkcionálnak, egy darabból állnak, a törzshátsórész közepén kerültek elhelyezésre. Később az F–15S/MTD szárnyfelei elé is beépítették kacsavezérsíkként, körülbelül 15 fokos „V”-beállítással.
A függőleges vezérsíkok „V”-beállításúak, kilépő éleik 3/4-én helyezték el az oldalkormányokat. A függőleges vezérsíkok fix felső negyedén találhatóak a helyzetjelző lámpák és egyéb besugárzásjelző és elektronikai ellentevékenység-berendezések (ECM). Külső felületén kaptak helyet a fényvisszaverő prizmák, amelyek a lámpákkal együtt az éjszakai összeütközés ellen nyújtanak segítséget. Ezeket később az összes gépen infravörös tartományban aktív változatokra cserélték, hogy csak az „éjjellátó” berendezések számára legyenek láthatóak.

### Hajtóművek

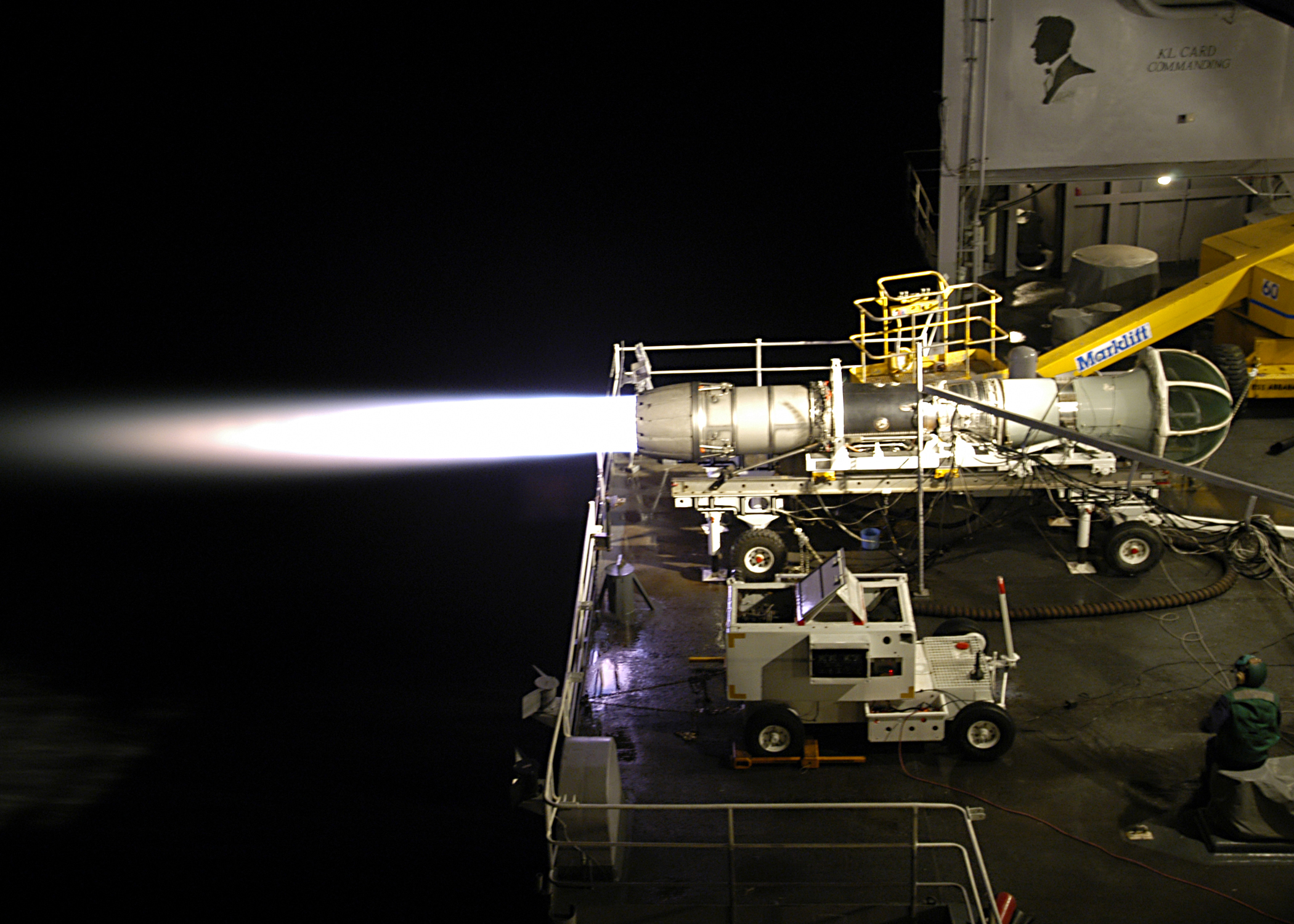
Az egyik F404–GE–402 éjszakai hajtóműpróbája a USS Abraham Lincoln (CVN–72) hangárfedélzetén

A típus 2 db gázturbinás sugárhajtóművel van felszerelve a nagyobb üzembiztonság jegyében, amiket a General Electric fejleszt. A hajtóműveket a törzshátsórész felső felébe rögzítették, annak alsó felei teljesen lehajthatóak, ami nagyban megkönnyíti az ellenőrzési, javítási munkákat és lerövidíti a hajtóműcseréket is. Az alkalmazott hajtómű nagy üzembiztonsági mutatókkal rendelkezik, az amerikai repülőgéphordozókon erős kontrasztot jelentett az „A” Tomcat TF30-asával szemben. Utóbbinak ugyanis rendszeres pompázsai voltak és lángkimaradásai, addig a Hornet F404-eseivel ilyen ritkán fordult elő.
A kezdetben egyáramú YJ101 hajtóműveket lecserélték, a prototípusokban és sorozatgyártású változatokban már az utánégető térrel is felszerelt kétáramú F404–GE–400-at szerelték. Ellátták repülés közbeni monitorozó rendszerrel is (In-flight Engine Condition Monitoring System, IECMS). 1992 elején elkészült a hajtómű módosított GE–402-es változata, amely megközelítőleg 10%-kal nagyobb teljesítményű elődjénél. Ezt az altípust először a svájciak C/D-változataiba építették be, majd Kuvait is ezekre cserélte le sajátjait, ezt a kései építésű amerikai C/D-k is megkapták. Szervizcsomag keretében alkalmazhatóak lettek a korábbi A/B-változatokban is. Üzembiztossága, teljesítménye és méretei miatt választotta a SAAB is a Gripenek erőforrásaiként (növelt madárvédelemmel ellátva, RM12 típusjelzéssel).
Az A–12 Avenger II-nek továbbfejlesztett GE F412-ből alakították ki a Super Hornet F414 típusú hajtóművét. Mindkettő digitális hajtóművezérlésű (Full-Authority Digital Engine Control, FADEC). A hajtómű nagyobb levegőszükséglete miatt át kellett tervezni a Hornet levegőbeömlő nyílásait szögletesre, amik a Super Hornet-eknek egyedi jelleget adtak. A hajtómű több módosításon esett át, a legutolsó változata már közel 75%-kal nagyobb tolóerőt produkál (130 kN), mint az F404 modell.

### Futómű és a fékező rendszer

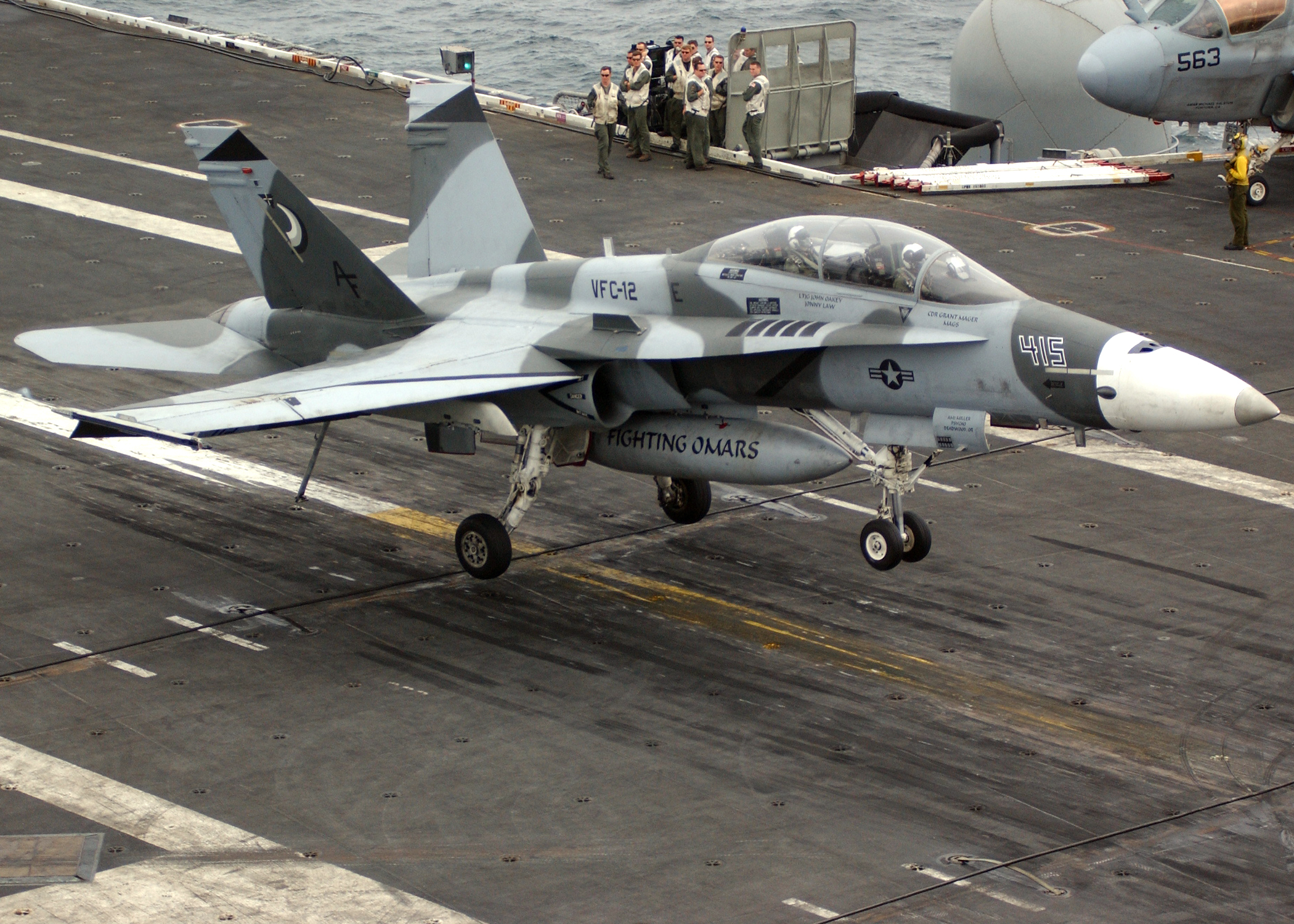
A VFC–12 Fighting Omars egyik TOPGUN-gépe a leszállás pillanatában. Jól látható a típus igen erős futóműve. Háttérben a leszállító tisztek csoportja, a leszállósávhoz legközelebbi maga az LSO

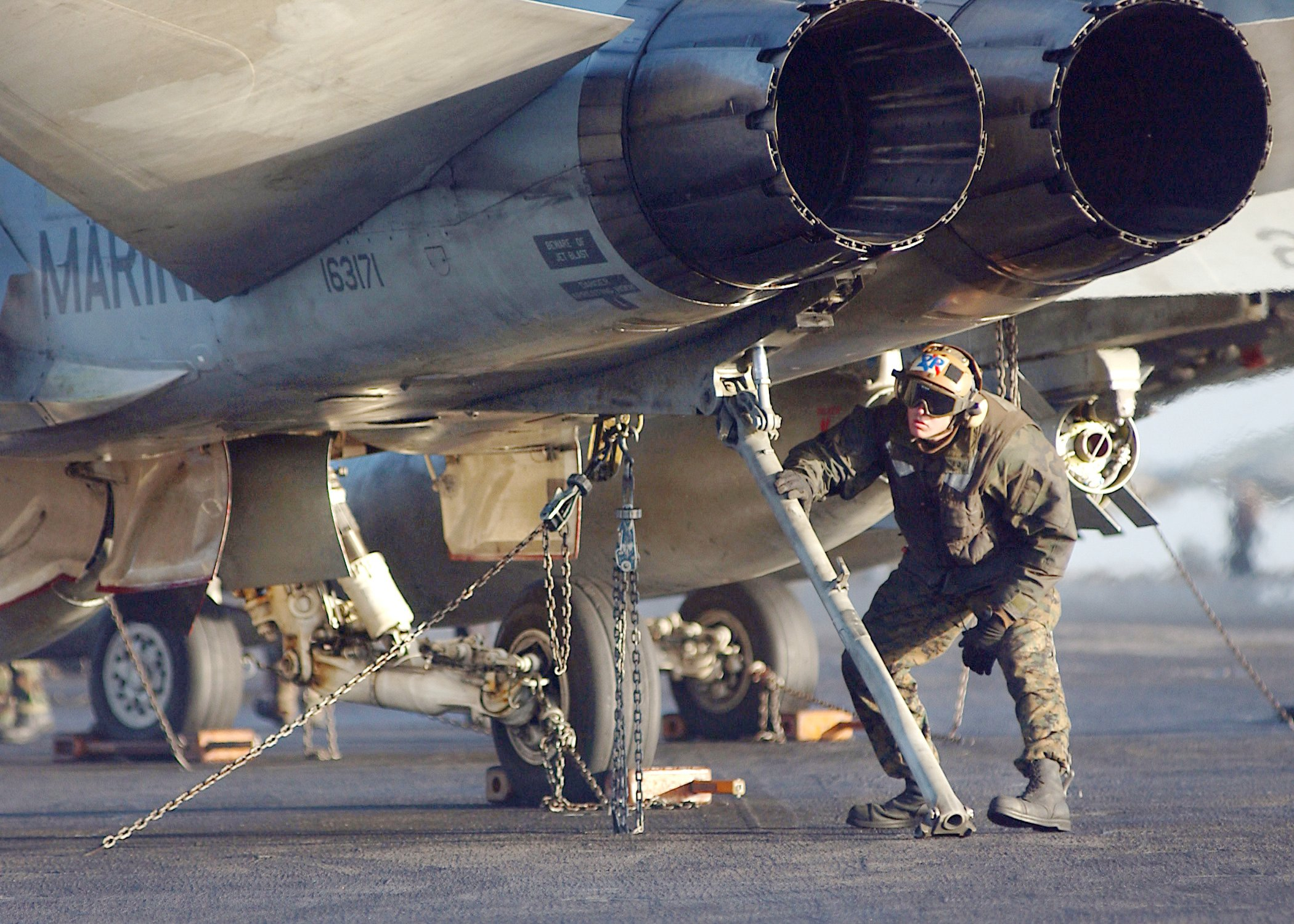
A Tengerészgyalogság 163171 gyártási sorozatszámú F/A–18A+-ának leeresztett fékezőhorgát vizsgálja az egyik fedélzeti ügyeletes. Jól megfigyelhetőek a gép fedélzetre rögzítését szolgáló nyűgözőláncok, valamint az A/B változatra jellemző főfutó-csillapítás kialakítása

A futómű hagyományos tricikli elrendezésű, elöl a kormányozható orrfutóval, amire kettőzött orrkeret szereltek a hordozófedélzeti üzemhez, a törzs alá pedig a szintén igen erős, masszív, konzolos kialakítású főfutószárak kerültek. Utóbbi az A/B és a C/D altípusoknál eltérő: utóbbiak alsó lengőkarjainak csillapítását megfordították (a becsúszó száraknál figyelhető meg). Az orrfutót előrefelé húzza be, a főfutókat pedig hátra, folyamatosan (90 fokban) befelé fordítva hajtja be.
Gumiabroncsméretek: F/A–18A/B/C/D: 22x6.6-10, húszrétegű (orrfutó); 30x11.5-14.5, huszonnégy rétegű (főfutó); F/A–18E/F: 22x6.6-10 (orrfutó); (főfutó).
A repülőgép leszállását segítő elfogórendszer alapvető eleme, a fékezőhorog a törzs hátsó része alatt kapott helyet, hidraulikus működésű. Bekötése és a horogszerkezet anyaga nagy szakítószilárdságú acélból készült, hiszen a repülőgép-hordozó fedélzetére érkezés után ez felelős a gép rövid úthosszon való megállítására (a szögfedélzet kb. 120–150 méter hosszú, hajótól függően). Ha a horog nem működik, a gépnek kényszerleszállást kell végrehajtania a szögfedélzet közepén felállított fékezőhálóba (közismert nevén a „majomfogó”) vezetéssel. A horgot meghatározott leszállási szám után ki kell cserélni.
A leszállást segítő zöld-sárga-vörös leszálló lámpák is az orrfutó-szárra vannak szerelve. Mindhárom futószáron található leszálló reflektor.

### Katapultülés
A típus katapultüléseit a brit Martin–Baker vállalat szállította és szállítja. Mindegyik típus ún. „dupla nullás”, azaz akár álló gépből is sikeres katapultálás hajtható velük végre. Ez azonban nem minden esetben igaz, bizonyos sebességi és magassági korlátokat előír a gyártó.
- Martin–Baker Mk 10:
  - SJU5A: amerikai és spanyol együléses, illetve kétüléses gépek első üléseként alkalmazzák,
  - SJU6A: amerikai és spanyol kétüléses gépek hátsó üléseként alkalmazzák,
  - SJU9A: együléses gépekben, vagy a kétülésesek első üléseként alkalmazzák az ausztrál és a kanadai gépekben, a spanyol gépekben hátul alkalmazzák,
  - SJU10A: a kétüléses ausztrál, kanadai és spanyol gépek hátsó üléseként alkalmazzák.
- Martin-Baker Mk 14 (NACES):

1990 februárjában állt szolgálatba az F–14D-ken, a kedvező tapasztalatok nyomán a Super Hornet-ekbe is ezeket építették.

## Avionika, fegyverrendszer

### Fedélzeti rádiólokátor
- AN/APG–65
- AN/APG–73
- AN/APG–79

### Fegyverzet
Beépített csöves tűzfegyvere a General Electric által fejlesztett és gyártott M61 Vulcan, hatcsövű, Gatling-rendszerű (forgó-csőköteges) gépágyú. A gépágyú A1 és A2 alváltozatát is alkalmazzák a repülőgépben, utóbbit csak a Hornet és az F–22 Raptor. Javadalmazása minden Hornet-altípusba 578 db lőszer.

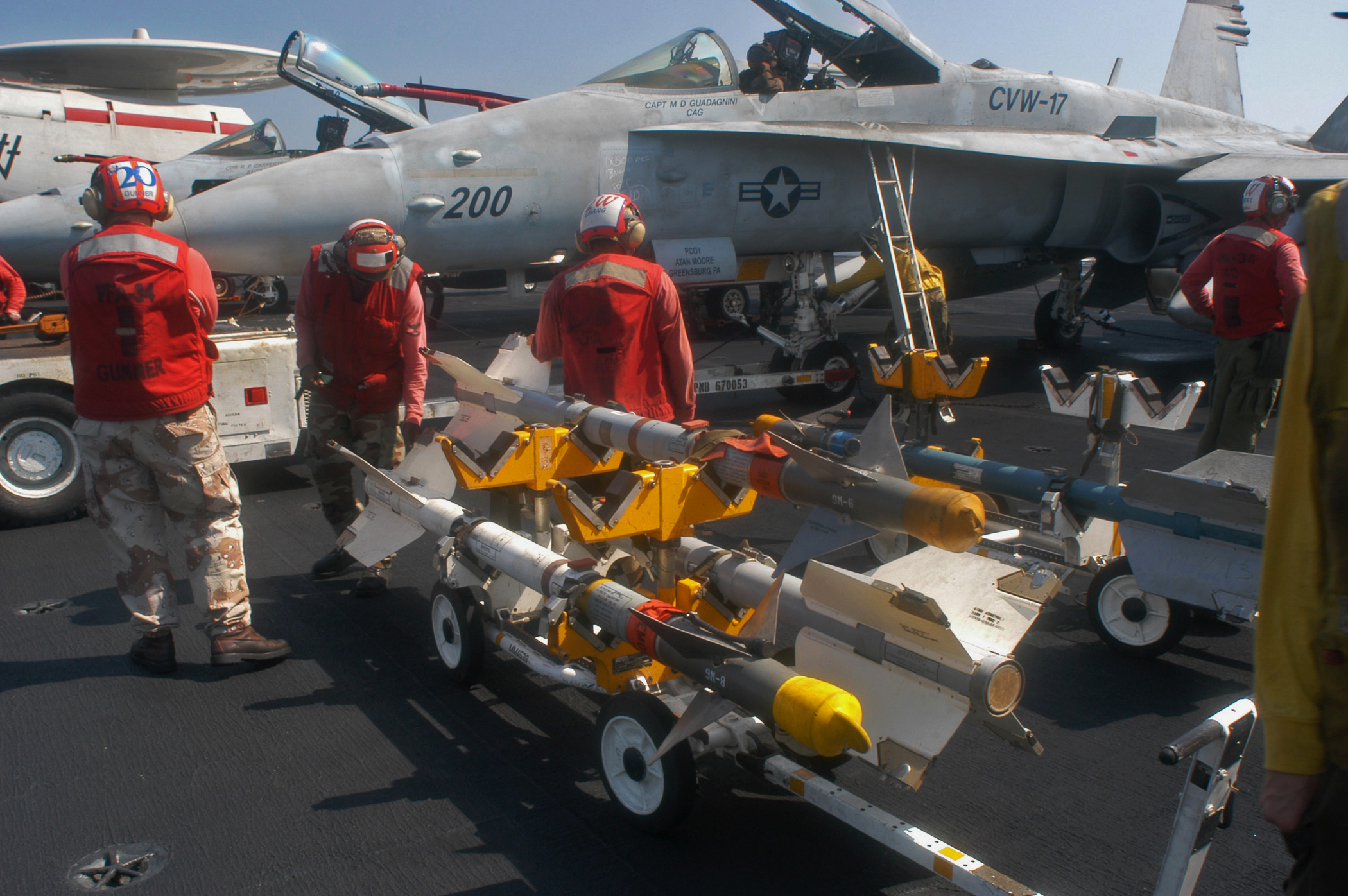
Fedélzeti fegyvermesterek várakoznak a 17. Hajófedélzeti Légiezred (CVW–17) parancsnoki (CAG) gépe előtt, hogy felszerelhessék a bebiztosított, védőkupakokkal ellátott AIM–9M Sidewinder típusú légiharc-rakétákat a gépre

A típusról bevethető szinte valamennyi nyugati fejlesztésű repülőgép-fedélzeti fegyver.

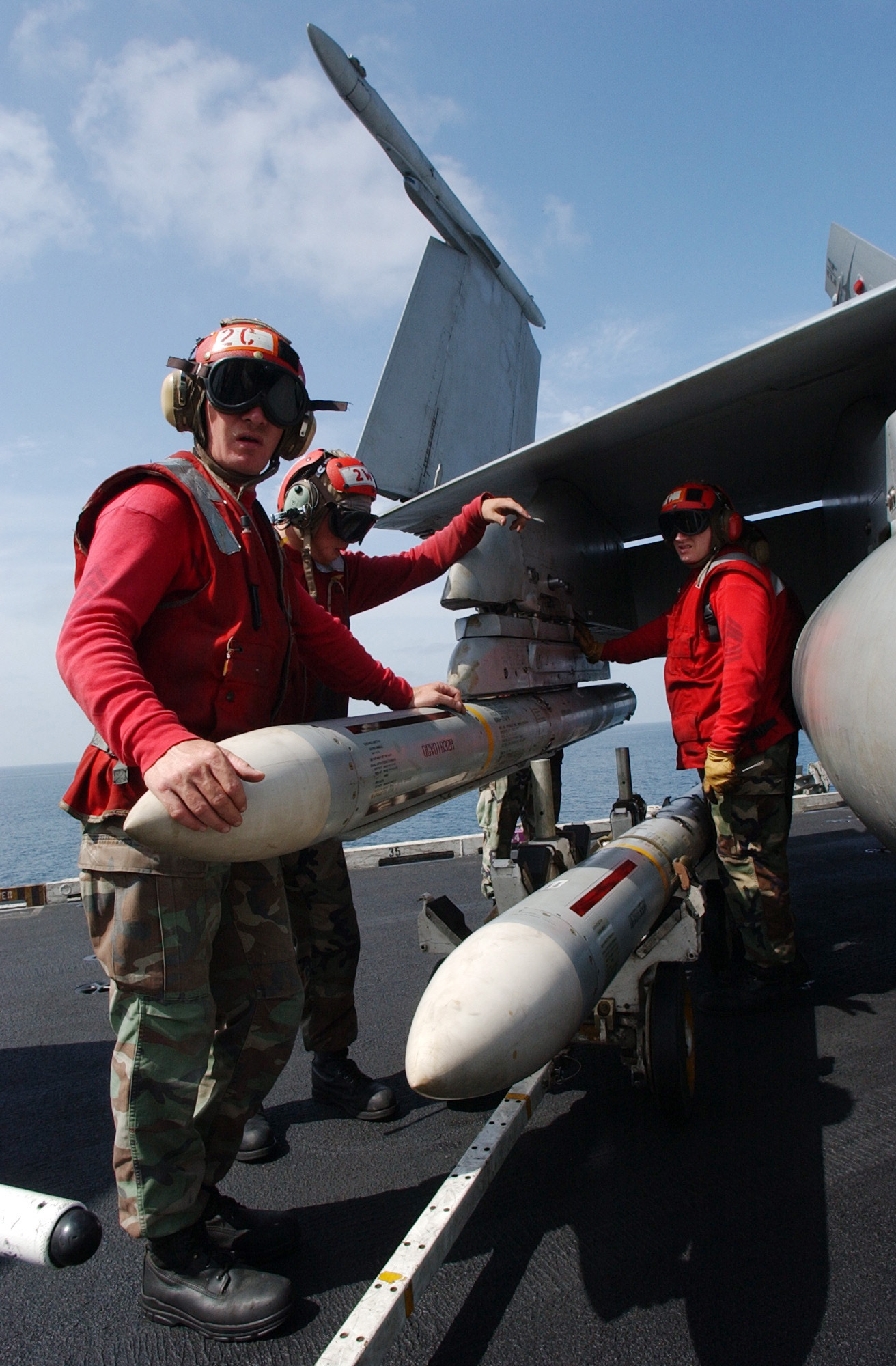
Fedélzeti fegyvermesterek AIM–7L Sparrow típusú légiharc-rakétákat szerelnek fel egy Hornet jobb külső fegyverfelfüggesztő csomópontjára az Enduring Freedom hadművelet idején

### Egyéb függesztmények

#### Kiegészítő tüzelőanyag-rendszer
A típushoz egyféle, 1250 literes (330 US gallon) póttartályt rendszeresítettek.
A kanadai Hornet-ek SKAD (Survival Kit Air Droppable) konténereket is hordozhatnak. Ez egy sarkköri túlélő készlet, amit katapultálás, vagy kényszerleszállás előtt a gépről leoldanak, előre meghatározott helyre, majd ejtőernyő lassítja annak földet érését. A konténer narancssárga színű, vörös orral és farokrésszel, rendszerint a törzs alá függesztik fel. Több más géptípus is hordozhatja.

## Korszerűsítési programok

### HUG Program
Az Ausztrál Légierő A/B Hornet-jeinek korszerűsítési programja (Hornet Upgrade Program). A modernizált gépek a legkésőbbi C/D változatokkal lesznek egyenértékűek.

### IMP
2001-ben a Kanadai Légierő egy nyolcéves fejlesztési tervet dolgozott ki két fázisban való végrehajtással (2002–2006 és 2006–2009), amelyet IMP-nek neveznek (Incremental Modernization Project, magyarul Lépcsős Modernizációs Projekt). 80 db Hornet-et érint a fejlesztés (62 db együléses A és 18 db kétüléses B), amelyek új rádiókat, avionikai és fegyverrendszereket kapnak, valamint a fejlesztés érinti a gépek összes szerkezeti elemét is átvizsgálással és a fontosabbak megerősítésével.
A projekt futása alatt már két CF–18A is lezuhant. Pótlásuk feltehetően megtörtént.

### MLU
Finn gépek Mid-Life Upgrade-je.

### Upgrade 21
A svájci légierő gépeit korszerűsítik két fázisban.

## Megrendelő és üzemeltető országok
A típust jelenleg nyolc ország – amerikai, ausztrál, finn, kanadai, kuvaiti, maláj, spanyol és svájci – légiereje üzemelteti. A fejlesztők és gyártók, valamint az üzemeltetők egy nemzetközi konzorciumot hoztak létre, hogy ezzel is hatékonyabban koordinálják a modernizációs programokat, üzemeltetési eljárásokat. A Hornet International Conference-t a Hornet Industry Team és az éppen aktuális üzemeltető légierő finanszírozza (2013-ban a 17. konferenciát a kuvaiti, a 16-ikat a spanyol), időtartama pedig rendszerint négy nap (a 17. 2013. június 3–6. között), helyszíne rendszerint az USA valamelyik nagyvárosa.

### Amerikai Egyesült Államok

#### Az Amerikai Egyesült Államok Haditengerészete
Az Amerikai Haditengerészet a típus összes altípusát rendszeresítette. 2008 végén 275 darab F/A–18A/B/C/D Hornet volt szolgálatban, 20 pedig raktáron, illetve 265 darab E/F volt aktív és további 121 állt rendelés, gyártás alatt.
Az A és B altípus könnyített változatait alkalmazza a Haditengerészet Blue Angels műrepülő csapata is.
| Alakulat                                   | Üzemeltetés | Megjegyzés                            |
| ------------------------------------------ | ----------- | ------------------------------------- |
| VFC–12                                     | 1990-től    | tartalék alakulat (Naval Air Reserve) |
| VFA–15                                     | 1992-től    |                                       |
| VFA–25                                     | 1983-tól    |                                       |
| VFA–27                                     | 1991–2004   | átfegyverezve F/A–18E Super Hornetre  |
| VFA–34                                     | 1996-tól    |                                       |
| VFA–37                                     | 1990-től    |                                       |
| VFA–81                                     | 1988–2008   | átfegyverezve F/A–18E Super Hornetre  |
| VFA–82                                     | 1987–2005   |                                       |
| VFA–83                                     | 1988-tól    |                                       |
| VFA–86                                     | 1987-től    |                                       |
| VFA–87                                     | 1986-tól    |                                       |
| VFA–94                                     | 1990-től    |                                       |
| VFA–97                                     | 1991-től    |                                       |
| VFA–105                                    | 1990–2006   | átfegyverezve F/A–18E Super Hornetre  |
| VFA–106                                    | 1984-től    |                                       |
| VFA–125                                    | 1980-tól    |                                       |
| VFA–127                                    | 1989–1996   |                                       |
| VFA–131                                    | 1983-tól    |                                       |
| VFA–132                                    | 1984–1992   |                                       |
| VFA–136                                    | 1985-től    |                                       |
| VFA–137                                    | 1985–2003   | átfegyverezve F/A–18E Super Hornetre  |
| VFA–146                                    | 1989-től    |                                       |
| VFA–147                                    | 1989–2007   | átfegyverezve F/A–18E Super Hornetre  |
| VFA–151                                    | 1986-tól    |                                       |
| VFA–161                                    |             |                                       |
| VFA–192                                    | 1986-tól    |                                       |
| VFA–195                                    | 1985-től    |                                       |
| VFA–201                                    | 1999–2007   | tartalék alakulat (Naval Air Reserve) |
| VFA–203                                    | 1990–1995   | tartalék alakulat (Naval Air Reserve) |
| VFA–204                                    | 1990-től    | tartalék alakulat (Naval Air Reserve) |
| VFA–303                                    | 1990–1994   | tartalék alakulat (Naval Air Reserve) |
| VFA–305                                    | 1990–1994   | tartalék alakulat (Naval Air Reserve) |
| VX–9                                       |             | a Patuxent River-i tesztszázad        |
| VX–23                                      |             |                                       |
| VX–31                                      |             |                                       |
| Naval Strike and Air Warfare Center, NSAWC |             | ismertebb nevén a TOPGUN              |

#### Az Amerikai Egyesült Államok Tengerészgyalogsága

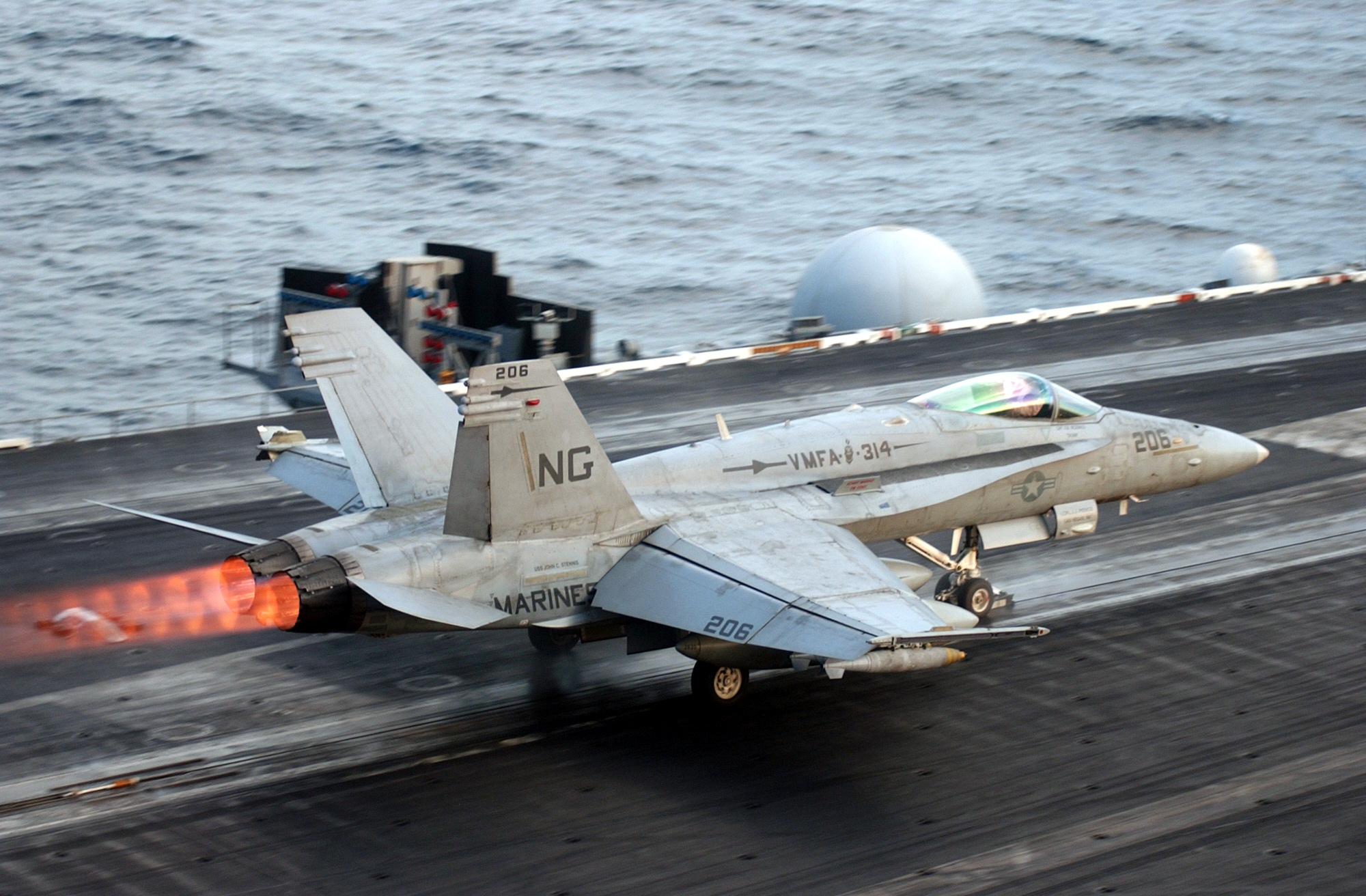
A 314. „Black Knights” Tengerészgyalogsági Vadász-Csapásmérő Század (VMFA–314) 206-os gépe utánégetéssel megkezdi a felszállást a USS John C. Stennis (CVN–74) repülőgép-hordozó fedélzetéről. A gép 9. Hajófedélzeti Légiezred (CVW–9) állományába tartozik

Az Amerikai Tengerészgyalogság a típus A/B/C/D altípusát és típusváltozatait rendszeresítette. 2008 végén 215 darab F/A–18A/B/C/D Hornet volt szolgálatban, 12 pedig raktáron.
A 2010-es költségvetési évre jelentésük szerint 58 darab A/A+ (átlagéletkoruk 22 év), 83 darab C (átlagéletkoruk 15 év), 94 darab D (átlagéletkoruk 15 év) és 2 darab B (átlagéletkoruk 22 év) változatuk volt tervezve (2009. október 1-jei információk alapján). Összesen 237 gép.
| Alakulat     | Üzemeltetés | Megjegyzés                             |
| ------------ | ----------- | -------------------------------------- |
| VMFA–112     | 1992-től    | tartalék alakulat (Marine Air Reserve) |
| VMFA–115     | 1985-től    |                                        |
| VMFA–122     | 1986-tól    |                                        |
| VMFA–134     | 1989–2007   | tartalék alakulat (Marine Air Reserve) |
| VMFA–142     | 1990–2008   | tartalék alakulat (Marine Air Reserve) |
| VMFA–212     | 1988–2008   |                                        |
| VMFA–232     | 1989-től    |                                        |
| VMFA–235     | 1989–1996   |                                        |
| VMFA–251     | 1987-től    |                                        |
| VMFA–312     | 1987-től    |                                        |
| VMFA–314     | 1982-től    |                                        |
| VMFA–321     | 1991–2004   | tartalék alakulat (Marine Air Reserve) |
| VMFA–323     | 1982-től    |                                        |
| VMFA–333     | 1987–1992   |                                        |
| VMFA–531     | 1983–1992   |                                        |
| VMFA(AW)–121 | 1989-től    |                                        |
| VMFA(AW)–224 | 1993-tól    |                                        |
| VMFA(AW)–225 | 1991-től    |                                        |
| VMFA(AW)–242 | 1991-től    |                                        |
| VMFA(AW)–332 | 1993–2007   |                                        |
| VMFA(AW)–533 | 1992-től    |                                        |
| VMFAT–101    |             |                                        |
| MAWTS–1      |             |                                        |

### Ausztrál Királyi Légierő
Az 1981 novemberében Ausztrália légiereje 75 db F/A–18A/B-t rendelt – ebből 57 db A és 18 db B – amelyek az A21 helyi lajstromot kapták (együléses A-k: A21-01 – A21-57, kétüléses B-k: A21-101 – A21-118). Az első két gép (A21-103 és A21-104 Block 14-esek) 1984. június 6-án érkezett egy C–5 Galaxy belsejében, a többit helyben szerelték össze amerikai alkatrészekből. Az utolsót (A21-57, Block 28-as) 1990. május 12-én adták át a légierőnek. A gépek Block 14–28 sorozatokból származak, melyekből már csak 71 db áll szolgálatban, 4 db időközben lezuhant.
- A legelső az A21-104-es lajstromú B volt 1987. november 18-án. A pilóta Rick Jefferies hadnagy meghalt.
- A21-106 lajstromszámú B 1992. május 19-én Melbourne mellett a földbe csapódott. A legénység mindkét tagja – Robert Jepsen hadnagy és Mr. Michael Howlett (DSTO-tudós)[29] – meghalt.

Az ausztrálok is társultak a JSF-programba, de a csúszások miatt megkezdték meglévő gépeiket korszerűsíteni (HUG Program), két fázisban. Egy ilyen fejlesztési program keretében modernizálták volna az összes A/B gép besugárzásjelzőit, melyet a British Aerospace helyi leányvállalata végzett, ALR-2002B típusjelzéssel. Mivel 2006 év végéig nem volt képes határidőre teljesíteni a szállítást, így az addig 76 millió dollár értékű fejlesztést leállították, majd a légierő az amerikai Raytheon-tól rendelte meg az ALR-67(V)3-at, amely már akkor rendelkezésre állt. A gépekbe integrálták az MBDA ASRAAM-ját is, valamint az ausztrál Hawker de Hawilland Aerospace és a Boeing által közösen fejlesztett új JDAM-szárnykészlet tesztelését is az egyik kétüléses B végezte el 2007 tavaszán. A Woomera-i lőtéren elvégzett lőpróba sikerrel zárult, mellyel megháromszorozható a GBU–31 hatótávolsága.
A légierő korosodó F–111C-inek idő előtti kivonása miatt 2007 elején 4,7 milliárd dollár értékben 24 db kétüléses F/A–18F Super Hornet-et rendelt, melyek mindegyike Block II sorozatú lesz, APG–79 AESA radarral felszerelve. 617 millió dollár értékben rendeltek hozzájuk AIM–9X és AGM–154 JSOW fegyvereket, valamint 18 db AN/ASQ–228 ATFLIR konténert, 24 készlet elektronikus zavarókonténert és 90 db JHMCS-t is. Későbbi bejelentés szerint ezeken felül további 24 db Super Hornet-re opciót nyújtottak be, amelyekből 6-8 db EA–18G Growler lesz. A megrendelést arra az elemzésre alapozták, amely szerint a kivonandó Aardvark-ok és A/B Hornetek helyére nem lesz elég a már megrendelt 70 db F–35 Lightning II.
2010 áprilisában a Boeing Defence Australia 4,5 millió AUD értékben hároméves megállapodást írt alá az ausztrál A/B Hornetek technikai dokumentációinak fejlesztéséről az ausztrál légierővel.

### Finn Légierő

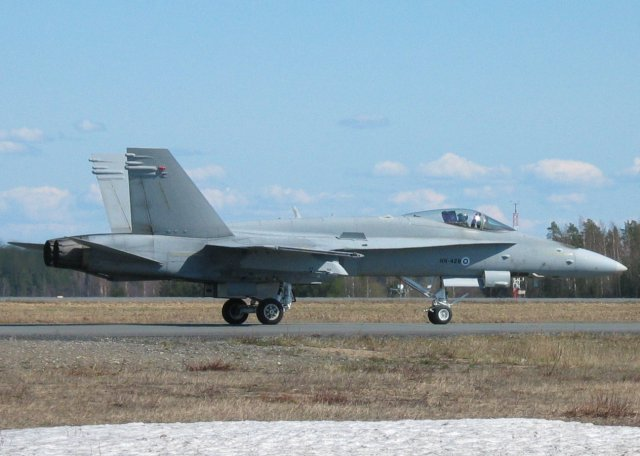
A Finn Légierő HN–428 lajstromú F–18C-je

Finnország légiereje (Suomen Ilmavoimat) 64 db repülőgépet rendelt (57 db C és 7 db D) az 1990-es évek elején, bár kezdetben 60+7 db megvételét tervezték. A vadászrepülőgép-tender nyertesét 1992. május 16-án hirdették ki, a szerződést június 5-én írták alá. Költséghatékonyság szempontjából – illetve az 1947-es Párizsi békeszerződésekben kikötött tiltó határozatok miatt – a támadó kapacitást nem vették meg, így a gépek típusjelölése F–18C/D lett (mint később Svájc gépei is). Az első 7 db gépen – a kétüléses D-ken – kívül az összes C-t a finn Valmet Aircraft Industry Co. (ma Patria Finavitec OY) gyár szerelte össze amerikai alkatrészekből. A típus 1998 márciusában állt hadrendbe, leváltva az 1978-ban vett, egy századdá „olvadt” MiG–21bisz-eket, az 1974-ben vett MiG–21UM-eket, valamint a két századnyi SAAB J 35 Drakent.
Az első példány (HN–461 lajstromú D) 1995. április 21-én szállt fel először a St. Louis-i gyár repteréről. Pilótája az McDD teszt pilótája, Fred Madenwald volt, navigátora Dave Stuart haditengerészeti tiszt, hivatalosan június 7-én vették át. Az első négy D-t 1995. november 7-én repülték át a Tampere–Pirkkala reptérre az Amerikai Haditengerészet és a Finn Légierő pilótái. Ezek lejstromjelzése HN–462, –464, –465 és –466 volt. Az első Valmet által összeszerelt együléses gépet (HN–401) 1996 júniusában vették át, az utolsót, a HN–457-et 2000. augusztus 8-án.
A 2001. november 8-án balesetet szenvedett, majd részben kijavított C-n (HN–413) a műszaki felülvizsgálatok során megállapították, hogy a mellső törzsszekciót selejtezni kell. A Légierő megoldást keresve – az oktatógépszám szűkössége miatt – a kétülésessé átépítés mellett döntött, ezért egy kanadai B (c/n 188920) mellső törzsszekcióját használták fel ehhez. A négyéves munka 2009 szeptemberére fejeződött be, 100 000 munkaóra és 15 millió euró árán átépítették kétüléses D-vé, mellyel új lajstromszámot kapott (HN–468). Az átépítést a Patria végezte el, a gép december 3-án szállt fel először. Az „átváltozás” miatt a FrankenHornet becenevet kapta. Hét héttel később a gép lezuhant, személyzete sikeresen katapultált.
Lajstromok:
- HN–401 – 457: együléses C (57 db)
- HN–461 – 467 és HN–468: kétüléses D (7+1 db); a sérült együléses HN–413-at 2009 decemberére átépítették D-vé (HN–468)

Üzemeltető alakulatok:
- HävLLv 11, Tampere–Pirkkala reptér: 1997 nyarán érték el a készültséget.
- HävLLv 31: ez volt a második század, amelyiket átképezték a Hornetekre, Fishbed-ekkel repültek, 1998 márciusában váltották le a MiG–21-eseket.
- HävLLv 21 Rovaniemi reptér: Draken-eket üzemeltettek, 2000 elején érték el a hadrafoghatóságot.

Azóta belőlük három darab semmisült (HN–430, HN–438 és HN–468; lásd a Veszteségek fejezetet).
2006 közepén megkezdődött a 62 db gép korszerűsítése az MLU-program keretében, amely két fázisból áll. A modernizálást követően 2030-ig kívánják üzemben tartani a típust, illetve megkapják az „A” betűt is (F/A–18C/D-vé válnak). Az 1. fázisban integrálják a gépekbe az AIM–9X nagy manőverező képességű légiharc-rakétát és a JHMCS sisakdisplayt, valamint egy digitális térképet is. Ezt a fázist 2009-ig fejezi be Patria. Az MLU 2. fázisát 2012-ben indítják el, melynek keretében a gépek megkapják a Link 16 titkosított adatátviteli rendszert, továbbá új fedélzeti rádiókat, korszerűsített besugárzás jelzőket, új célmegjelölő konténereket is integrálnak rendszereikbe, valamint JDAM- és JSOW-fegyvereket is.
A 2006 második felében megkötött szerződés szerint 300 millió USD-os beruházás során új APG–73 radart kapnak a gépek, valamint 10 db ATFLIR (Advanced Targeting Forward Looking Infrared) célmegjelölő konténert és minimális mennyiségű GBU–31 JDAM, AGM–154 JSOW, AGM–84K SLAM, AGM–88E AARGM fegyvereket is. Megrendelték az AGM–158 JASSM-eket is, de az amerikai kongresszus nemzetközi szerződésekre hivatkozva megtagadta azt.

### Kanadai Királyi Légierő

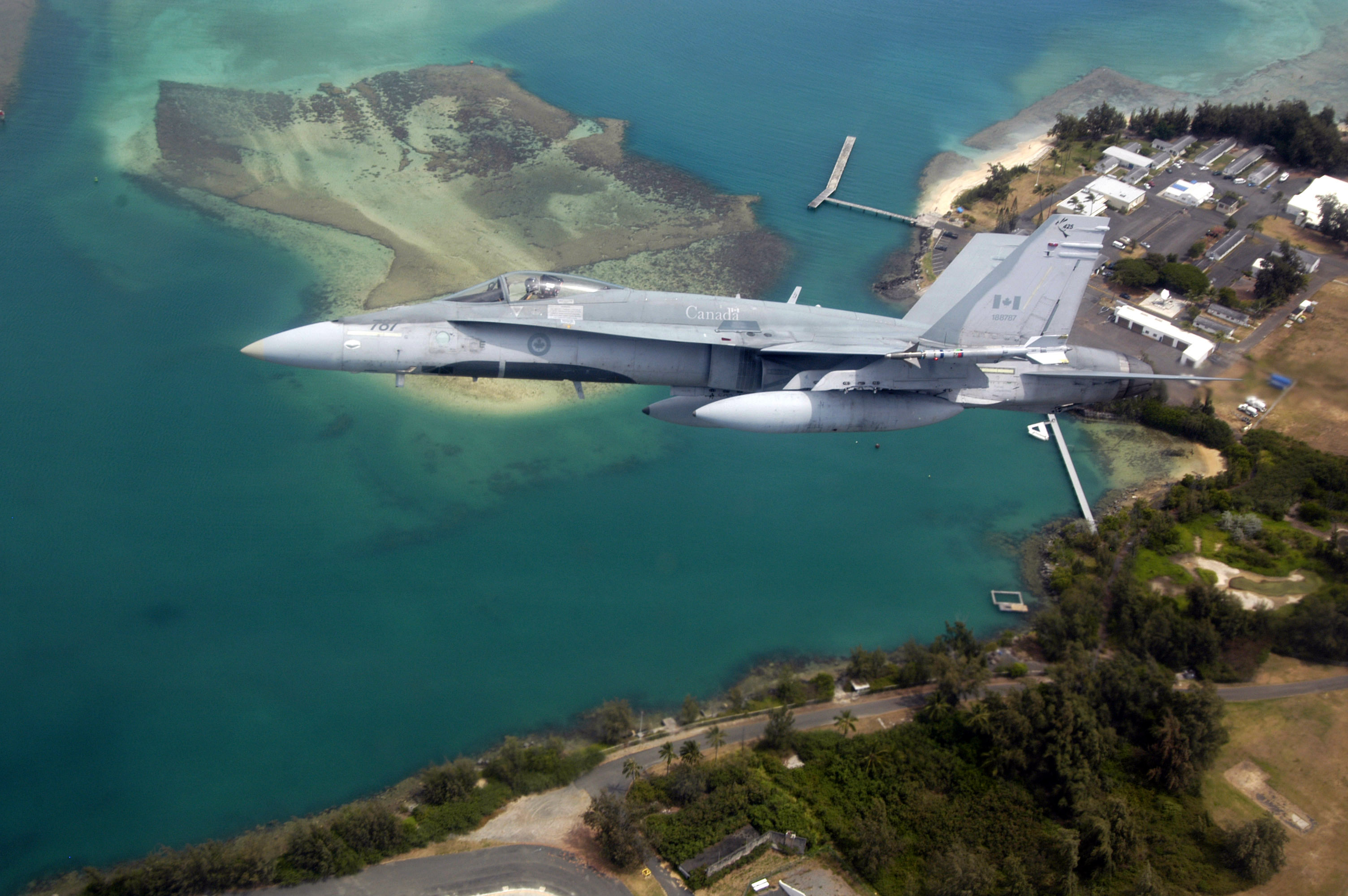
A Kanadai Légierő 425. Századának egyik A-ja (188787) Pearl Harbor felett a RIMPAC 2006 idején

A kanadai Nemzeti Védelmi Minisztérium (DND, azaz Department of National Defence) 1977 márciusában egy 130-150 darab új generációs vadászerpülőgépből álló beszerzést irányozott elő a Kanadai Erők Légi Parancsnoksága (AIRCOM, azaz Canadian Forces Air Command) számára, ami nem léphette át a 2,34 milliárd CAD értéket (1977 augusztusi adat). A Védelmi Minisztérium 1977 szeptemberében írta ki a "New Fighter Aircraft" nevű tendert, amire hat repülőgépgyártó vállalat jelentkezett Észak-Amerikából és Európából. 1978 novemberére két típus, a General Dynamics F–16-osa és a McDonnell Douglas F/A–18-asa maradt versenyben, majd ez utóbbi választották ki nyertesként. 1980 áprilisában a Védelmi Minisztérium megkötötte a szerződést 138 db F/A–18A/B típusú repülőgépre (98 db CF–18A és 40 db CF–18B), amelyből az első kettőt 1982 októberében, az utolsót pedig az 1988-as év közepén vették át. Helyi nevük CF–18A/B, illetve CF–188A/B.
A legelsőnek felállított – egyben kiképző – század a 410. Század (410 Squadron) lett a Cold Lake-i Alberta légibázison. Itt hozták létre a Műveleti Kiképző Egységet (Operational Training Unit) az új gépek hajózóinak oktatására.
Először a három – CF–101-ekkel repülő – NORAD-századból két századot, a 409. és a 425. Századot képezték át az új gépekre, amelyek 1984 júniusára érték el a hadrafoghatóságot. A harmadik, a 416. századot előbb leállították, majd 1988-ban a Cold Lake-en reaktiválták és ez lett az utolsó kiképzett kanadai Hornet-század. Az NSZK-beli Baden-Soellingen Légibázison állomásozó és CF–104-ekkel repülő három századot (421., 439., 441. Squadron) 1986 nyarára képezték át a típusra és visszatértek az NSZK-ba.
Első éles harci bevetéseiket a Desert Shield, majd a Desert Storm hadművelet keretei között teljesítették. 1997 augusztusától novemberig a Mirador hadműveletben biztosították Bosznia-Hercegovina ENSZ által előírt légtérzárlatát. Egy évvel később, 1998 június végétől 2000 december végéig az Echo hadműveletben Koszovó légvédelméről gondoskodtak. Mindkét hadműveletben az olaszországi Aviano-ba települtek. Az Allied Force hadműveletben 18 db CF–18 vett részt 300 fős személyzetével. A 2001. szeptember 11-e után induló Noble Eagle hadművelet keretében kanadai városok és egyéb létesítmények feletti légi járőrszolgálatot teljesítettek. 1982-től 2002 végéig több mint 500 000 repült órát teljesítettek a kanadai gépek.
A kanadai Hornet-flotta 80 db gépét korszerűsítik az IMP (Incremental Modernization Project, magyarul Lépcsős Modernizációs Projekt) keretében (ld. IMP alfejezetet).
2010. július 27-éig 17 db semmisült meg különböző repülőeseményekben, az IMP alatt 2 db.

### Kuvaiti Légierő
Kuwait 40 db repülőgépet – 32 darab együléses F/A–18C és 8 darab kétüléses F/A–18D – rendelt meg 1988-ban, majd kapott meg közvetlenül az öbölháború után. 1991 októberétől kezdték meg a leszállításukat, vadászbombázórepülégép-veszteségeinek pótlására és Irak visszatartására egy újabb támadástól. Az amerikai tengerészgyalogságtól használtan átvett, gyakorlatilag a térségbe telepítettek közül otthagyott gépek.
- F/A–18C (32 db): 425, 427, ... .
- F/A–18D (8 db): 442, ... .

### Maláj Királyi Légierő
1993 júniusában Malajzia 8 db teljesértékű kétüléses F/A–18D-t vett légiereje számára, melyek közül az elsőt hivatalosan 1997. március 19-én adták át, majd ez év május 26-án repülték át az első négy példányt Malajziába. Négy amerikai és négy maláj pilóta repülte le a kb. 13 200 km-es (8228 mérföld) távot, két közbenső leszállással (Hawaii és Guam) és KC–10-esek fedélzetéről légi utántöltések beiktatásával Butterworth repterére. Az utolsó négy gép nyolc amerikai pilótával 1997. augusztus 28-án érkezett meg Butterworth-ra. A gépek modernizált APG–73-as radart kaptak.
- F/A–18D (8 db): M45–01, M45–02, M45–03, M45–04, M45–05, M45–06, M45–07, M45–08.

### Spanyol Légierő

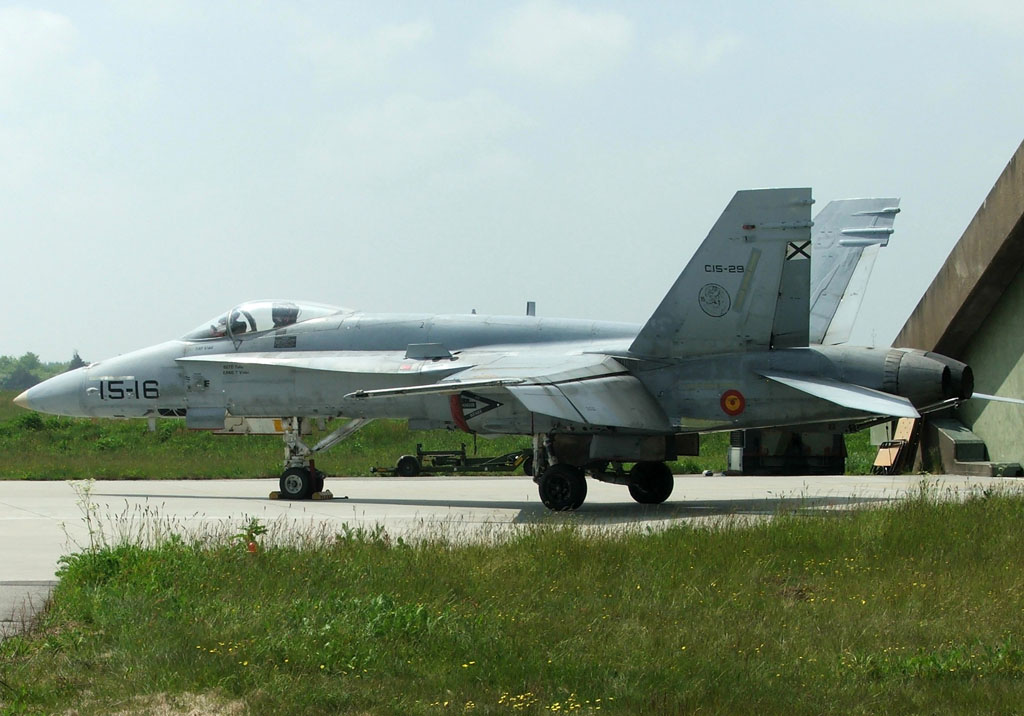
A Spanyol Légierő 15-16-os A-ja parkol a dán Skrydstrup Légierő-bázison 2006-ban

Spanyolország 72 db új majd 24 használt repülőgép

### Svájci Légierő
Feltehetően Svájc az egyetlen olyan állam, amely népszavazással döntötte el a légierő számára beszerzendő új, nagyobb generációszámú vadászrepülőgép-beszerző tenderét. Az 1980-as évek második felében ugyanis egy átfogó tanulmány megalkotását követően nagyszabású termékismertető programot indítottak el, amelyben megismertették a svájci állampolgárokkal a tenderező típusok paramétereit, illetve saját igényeiket. A kiválasztást követően 1988. október 3-án leadták a 34 db Hornet-megrendelést és 1996. január 25-én megérkezett az első kétüléses D. A finnek gépeihez hasonlóan a svájci Hornetek is kezdetben csak egyfeladatúak voltak, amelyekből 26 db együléses F–18C és 8 db kétüléses F–18D.
A Fliegerstaffel 11 Tigers, a Fliegerstaffel 17 Falcons és a Fliegerstaffel 18 Panthers századok üzemeltetik őket. Rendszerint a FS 11 J–5011 jelű gépe kap egyedi tigrismintás festést, amely a NATO Tiger Meet gyakorlaton versenyez a többi nevező ország hasonlóan festett gépével (2007-ben közönségdíjas lett).
- F/A–18C (26 db): J–5001, J–5002, J–5003, J–5004, J–5005, J–5006, J–5007, J–5008, J–5009, J–5010, J–5011, J–5012, (J–5013), J–5014, J–5015, J–5016, J–5017, J–5018, J–5019, J–5020, J–5021, J–5022, J–5023, J–5024, (J–5025), J–5026.
- F/A–18D (8 db/2 db(†)): J–5231(†), J–5232, J–5233, J–5234, J–5235, J–5236, J–5237, J–5238.

A 34 darabból 1 kétüléses D lezuhant, így 2001-ben 33 db-on kezdték meg a modernizációs program (Upgrade 21) első fázisát, amely 2006-ban befejeződött, értéke 292 millió CHF volt. Új IFF-rendszert kaptak (ez jól látszik a szélvédő előtti „madárszeletelők”-ről) és digitális térképet integráltak a gépek rendszereibe. A második fázis 2009-ben fejeződött be. Ebben rendszeresítették a Link 16 titkosított adatátviteli rendszert és megrendelték az AIM–9X-et is JHMCS-el. A Payerne bázison üzemelő Hornet-szimulátor mellé 41 millió USD áron vettek további kiképzési eszközöket az L3 Link Simulation & Training cégtől, amik 2009-től állnak szolgálatban. Az Upgrade 21 befejezését követően a svájci Hornetek is többfeladatú F/A–18-asokká váltak.
- 2013. október 23-án, bonyolult időjárási körülmények között az egyik kétüléses svájci F/A–18D kiképző repülés közben hegyoldalnak csapódott, mindkét pilóta életét vesztette. A pilóta holttestét 23-án szerdán este, az utas, a légierő repülőorvosának holttestét pedig másnap találták meg a kutató-mentő alakulatok. A kiképzésen részt vevő másik Hornet ezt követően sikeresen leszállt a meiringeni támaszponton.[45]

## Harci alkalmazása

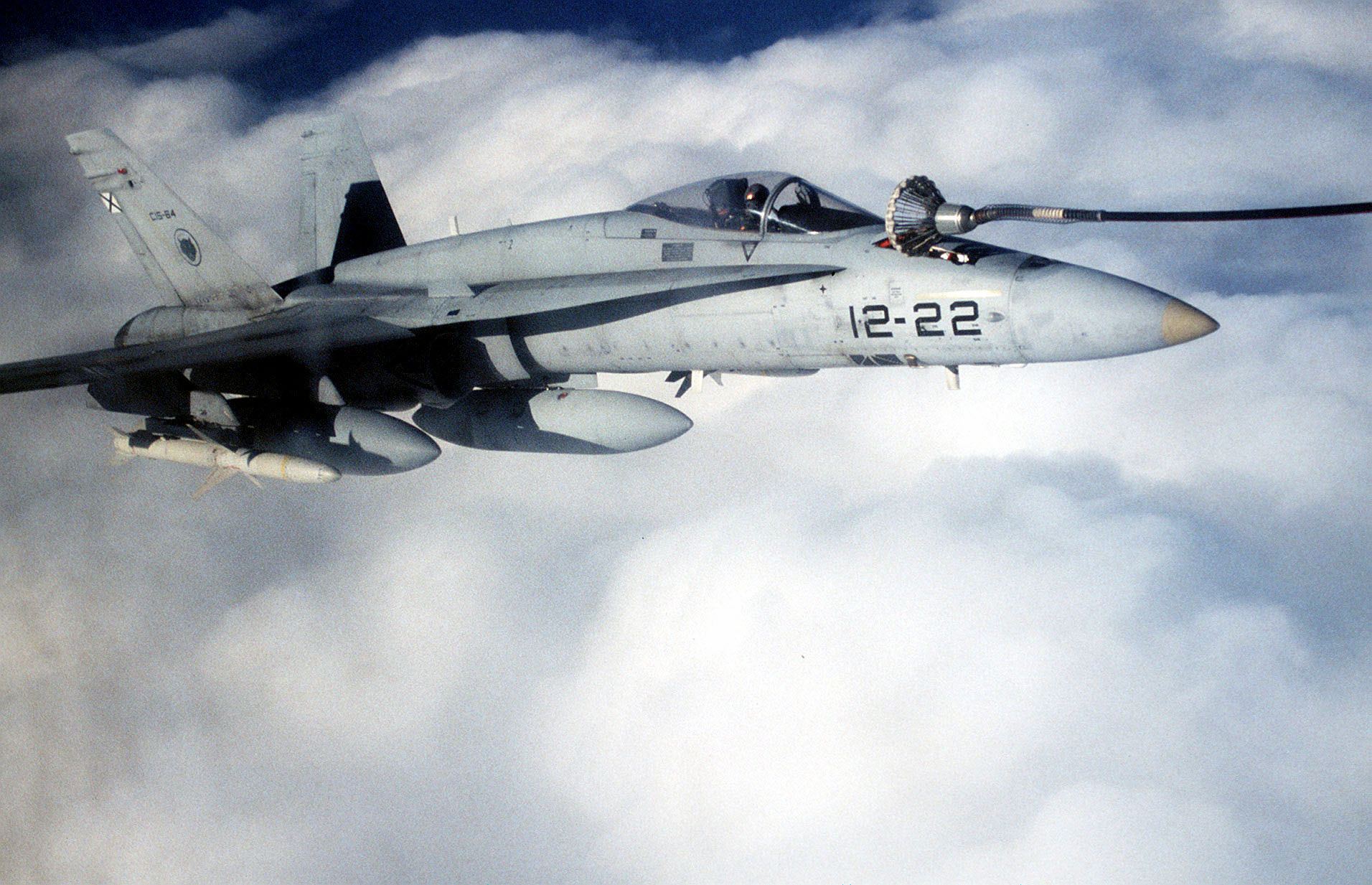
HARM rakétával felszerelt spanyol F/A–18A (12-22-es oldalszámú) légi utántölést végez az Adriai-tenger felett a Decisive Edge hadművelet idején 1996-ban

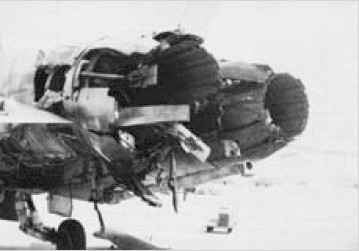
A VMFA(AW)–121 egyik sérült F/A–18A Hornete egy Sztrela–2-találattal 1991-ben a „Sivatagi vihar” hadművelet idején

## Veszteségek
- 1996. augusztus 14-én egy kanadai CF–18 felszállás közben lezuhant Iqaluit mellett az Északnyugati területeken. A pilóta sikeresen katapultált.[46]
- 2001. november 8-án lezuhant a HN–430 lajstromú együléses C, miután összeütközött a HN–413-mal. A 430-as pilótája sérülés nélkül katapultált, a 413-as sikeresen kényszerleszállt, később megjavították.[47]
- 2003. február 18-án reggel 8:15-kor (EST) a USS Carl Vinson (CVN–70) VFA–147 századának egyik F/A–18-asa lezuhant, a pilóta sikeresen katapultált.[48]
- 2003. május 26-án egy CF–18 lezuhant a Cold Lake-i lőtéren (Cold Lake Air Weapons Range) a MAPLE FLAG évenként megrendezett hadgyakorlatán. A pilóta, Kevin Naismith százados életét vesztette.[49][50]
- 2003. szeptember 11-én a USS George Washington (CVN 73) fedélzetéről túlfutás miatt lezuhant egy kétüléses amerikai F/A–18 Hornet (B vagy D, valószínűleg tengerészgyalogsági). A gép az utolsó fékezőkábelt kapta el, majd a lassítási szakaszban kiszakította a baloldali kábelbekötést és a gép lehajtva a szögfedélzetről, a vízbe esett. A lefutás után a pilóta katapultált (csak egy fő ült a gépben). Az elszabadult kábel visszacsévélés közben a fedélzeti baleseti-mentő csapat (crash and salvage team) egyik tagjának lábait eltalálta, aki súlyos sérüléseket szenvedett.[51]
- 2004. június 19-én a CFB Cold Lake egyik CF–18-asa a leszállás során komoly sérüléseket szenvedett miközben túlfutott az északnyugati területi Yellowknife repterének futópályáján. A repülőgépből a pilóta katapultált, de megsérült. A gépet később megjavították és aktív állományba állították.[52]
- 2005. augusztus 16-án egy CF–18 gyakorlat közben lezuhant a CFB Bagotville közelében. A pilóta sikeresen katapultált.[53]
- 2005. október 14-én este 20:30-kor a VFA–106 század egyik F/A–18C-je gyakorlórepüés közben lezuhant Key Westtől nyugatra 80 km-rel, a pilóta sikeresen katapultált, a parti őrség NAS Key Westre szállította.[54]
- 2006. május 4-én összeütközött a HN–447 a HN–438-cal. Utóbbi lezuhant, pilótája sikeresen katapultált, a 447-es kényszerleszállt, később megjavították.[55]
- 2008. június 16-án pénteken a VFA–15 Valions egyik F/A–18C-je NAS Fallon-tól 80 km-re (50 mérföldre) keletre összeütközött a VFC–13 Saints kétüléses F–5F-jével „TOPGUN” gyakorlat közben. A pilóta, Jeremy S. Wise fregatthadnagy (Lieutenant) életét vesztette, az F–5F-ben ülők sikeresen katapultáltak.[56]
- 2010. január 21-én lezuhant a FrankenHornet becenevű, HN–468 lajstromszámú átépített F–18D. Mindkét pilótája sikeresen katapultált.
- 2010. július 23-án a 188738 sorozatszámú CF–18A lezuhant a Lethbridge megyei repülőtéren megrendezett Albertai repülőnap során, alacsony magasságú bemutatórepülés közben. A pilóta, Brian Bews százados sikeresen katapultált.[57][58]
- 2012. szeptember 1-jén lezuhant az Amerikai Tengerészgyalogság egyik F/A–18C-je a nevada állambani Fallon Range Training Complex lőtéren. A pilóta sikeresen katapultált, de könnyebben sérült, kórházba került.[59]

## Galéria

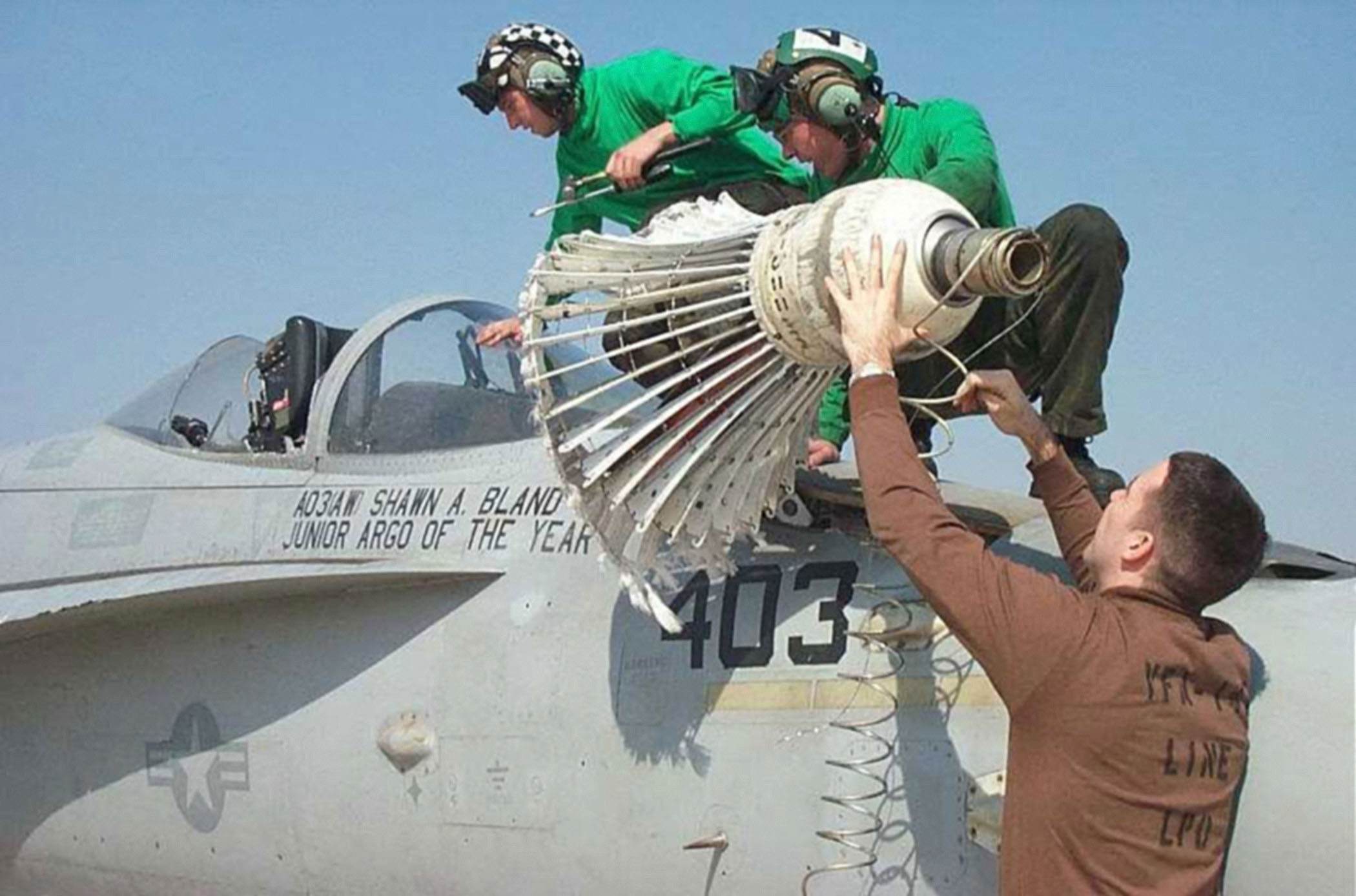
Egy F/A–18C Hornet műszaki mentése, mely egy légi utántöltés során megsérült
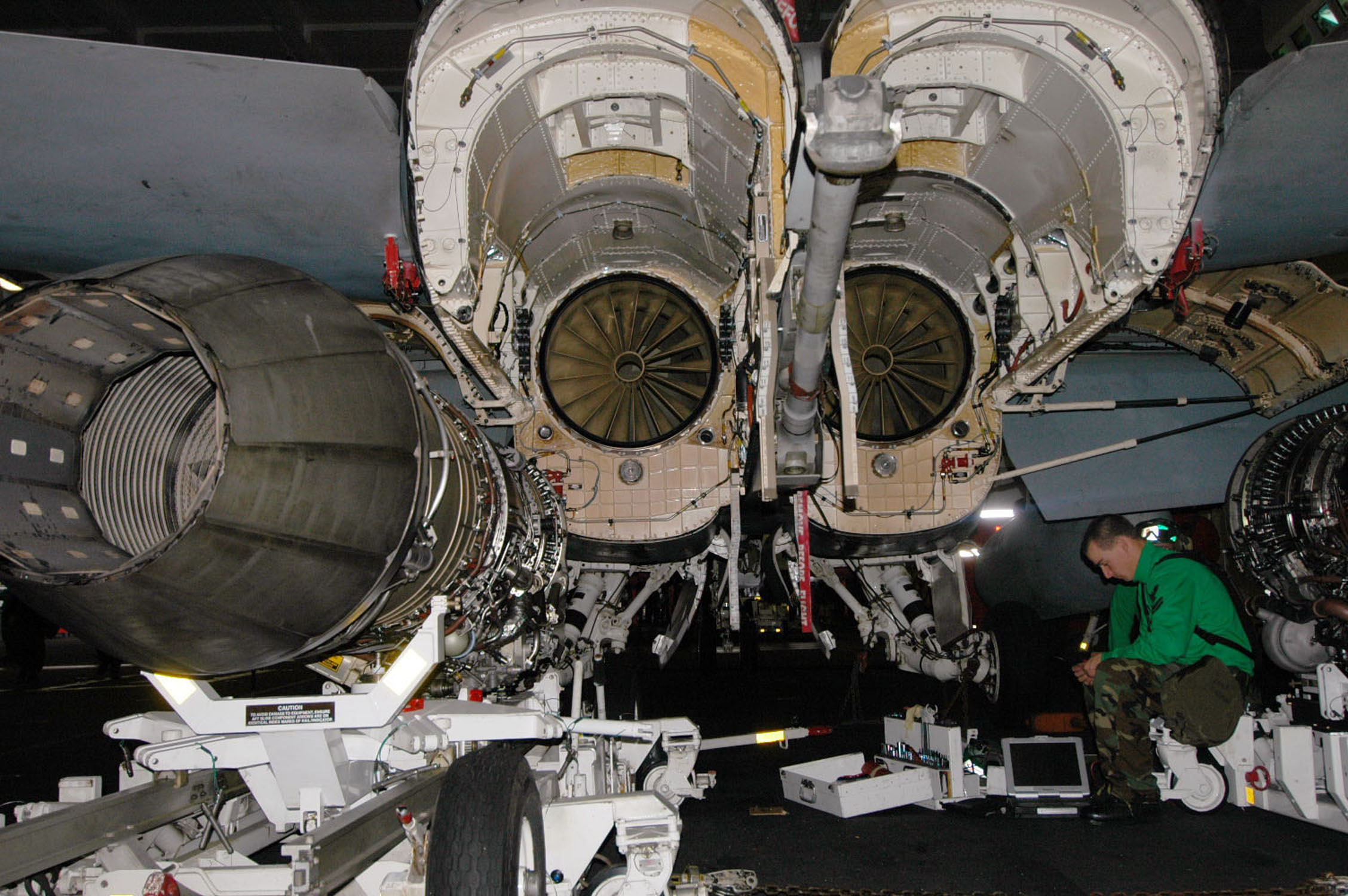
Egy Hornet hajtóműveinek szerelése, karbantartása közben

### Bibliográfia

#### Monográfiák, folyóirat-cikkek
- Az Aranysas c. folyóirat cikkei:
  - Aranysas 2006
  - Kárpáti Endre: Légvédelem felsőfokon – Az orosz medve semleges szomszédja. Aranysas 2007/4, 56–59.
  - Kővári László: Darazsak Ibéria felett. A Typhoon sem fújja el a fullánkosokat. Aranysas 2008/2, 28–31.
- A Haditechnika c. folyóirat cikkei:
  - Gál Csaba: Az F/A–18 Hornet repülőgépcsalád. Haditechnika, I. rész: 1999/1, 16–20.; II. rész: 1999/2, 20–23.; III. rész: 1999/3, 32–35.